# Battaglia dello Yarmuk
La battaglia dello Yarmūk (in arabo معركة اليرموك‎?, Maʿrakat al-Yarmūk, o del Yarmuk, indicato anche Hieromyax) fu in realtà una campagna militare articolata lungo sei giorni tra il Califfato dei Rashidun e l'Impero romano d'Oriente, nell'agosto del 636, vicino al fiume Yarmūk, lungo quello che oggi è il confine tra Siria e Giordania, a sud-est del Mare di Galilea.

La campagna si rivelò uno dei fatti d'arme maggiormente decisivi della storia e segnò la prima grande ondata di espansione islamica dopo la morte di Maometto, sancendo così la rapida avanzata dell'Islam nelle province della Siria e della Palestina. La battaglia è considerata un'impresa memorabile di Khālid b. al-Walīd, che consolidò la sua reputazione di grande stratega e comandante di cavalleria.
La gola del fiume Yarmūk (un affluente di sinistra del fiume Giordano) è una località che si trova in Siria meridionale, presso le alture del Golan. Qui fu combattuta una serie di dure battaglie tra l'esercito bizantino e quello degli Arabi musulmani, guidati da Khālid b. al-Walīd, tra cui la battaglia di Thaniyyat al-ʿUqāb. Questi ultimi rivolsero massicciamente tutta la loro potenza militare contro i Romani.
Si erano già avute alcune scaramucce e incursioni effettuate dagli Arabi un paio di anni prima, tutte terminate con la distruzione di accampamenti romani e la conquista delle città dove erano stanziati, nella regione della Transgiordania. L'imperatore romano d'oriente Eraclio I era appena uscito da una sanguinosa guerra contro i Persiani, dei quali aveva avuto ragione a caro prezzo. Tuttavia decise di reagire contro gli attacchi arabi che minacciavano i confini del suo impero. La felice scelta del terreno operata da Khālid b. al-Walīd valse già in partenza a impostare l'esito finale della battaglia in senso favorevole agli Arabi musulmani.
Più che di battaglia è corretto parlare di "campagna dello Yarmūk", visto che gli scontri si reiterarono per oltre un mese. I Romani, sotto il comando operativo di Vahan e di Teodoro Trithyrius, erano appoggiati dagli Arabi ghassanidi, anch'essi cristiani, al comando del loro sovrano Jabala ibn al-Ayham. Il totale dei combattenti cristiani era di 40 000-70 000 uomini (ma con gravi problemi di logistica), mentre quello dei musulmani era assai minore, in grado però di sostentarsi senza problemi di demoralizzazione fino ai ripetuti scontri che si produssero lungo l'arco del mese di luglio-agosto. In quel periodo dell'anno il calore era infatti assai sensibile per le truppe bizantine, non perfettamente adattate al clima e abbastanza pesantemente armate (almeno rispetto a quelle arabo-musulmane), e all'interno delle cui file non mancavano tra l'altro frizioni fra Arabi, Greci ed Armeni.
Le fonti romane parlarono di tradimento da parte di Vahān, accusando anche di mancato aiuto il funzionario del tesoro di Damasco, Manṣūr, figlio di Sergius. La realtà è che la superiore mobilità araba, la sua capacità di affrontare la dura vita di bivacco e l'alto morale generato dalla loro nuova fede ebbero la meglio sulle tattiche abbastanza statiche bizantine, sui loro problemi di approvvigionamento e sulla demoralizzazione causata dal mancato regolare pagamento ai soldati, senza contare le superiori capacità tattiche e strategiche della "Spada di Allah": un generale che non perse mai uno scontro a cui partecipò, cementando in questa battaglia la sua reputazione di uno dei più grandi strateghi della storia.

## Preludio
Durante l'ultima delle guerre tra Bisanzio e la Persia, nel 610, Eraclio divenne imperatore dell'Impero romano d'Oriente, dopo aver detronizzato Foca. Nel frattempo i Persiani Sasanidi conquistarono la Mesopotamia e nel 611 devastarono la Siria penetrando in Anatolia, dove occuparono Caesarea Mazaca (odierna Kayseri). Eraclio, nel 612, riuscì ad espellere i Persiani dall'Anatolia, ma fu decisivamente sconfitto nel 613 quando lanciò una grande offensiva in Siria contro i Persiani. Nel decennio successivo i Persiani riuscirono nell'impresa di conquistare Palestina ed Egitto. Nel frattempo Eraclio si preparò per una controffensiva ricostruendo il suo esercito. Nove anni dopo, nel 622, Eraclio lanciò la sua controffensiva. Dopo aver ottenuto diversi successi sui Persiani e i loro alleati nel Caucaso e in Armenia, Eraclio, nel 627, lanciò un'offensiva invernale contro i Persiani in Mesopotamia dove ottenne una vittoria decisiva nella battaglia di Ninive per poi minacciare la capitale persiana Ctesifonte. Screditato da tutte queste disfatte, Cosroe II fu detronizzato e ucciso in un colpo di Stato condotto da suo figlio Kavadh II, che negoziò una pace con Bisanzio, accettando di ritirarsi da tutti i territori occupati dai Persiani ma che un tempo appartenevano all'Impero bizantino, restituendoli a Bisanzio. Eraclio riportò la "Vera Croce" a Gerusalemme con una cerimonia trionfale nel 629.
Nel frattempo, in Arabia, il profeta musulmano Maometto stava predicando una nuova religione, l'Islam, riuscendo ad unire la maggior parte dell'Arabia sotto la propria autorità. Quando Maometto morì nel giugno del 632, Abū Bakr fu prescelto come Califfo, cioè suo successore politico. Vi furono, però, alcuni problemi dopo questa successione. Alcune tribù arabe si rivoltarono contro Abū Bakr, iniziarono così le guerre della ridda. Abū Bakr, dopo aver dichiarato guerra agli "apostati" ne vinse la resistenza già nel 632 e nel 633 l'Arabia era unita sotto l'autorità centrale del Califfo con sede a Medina.

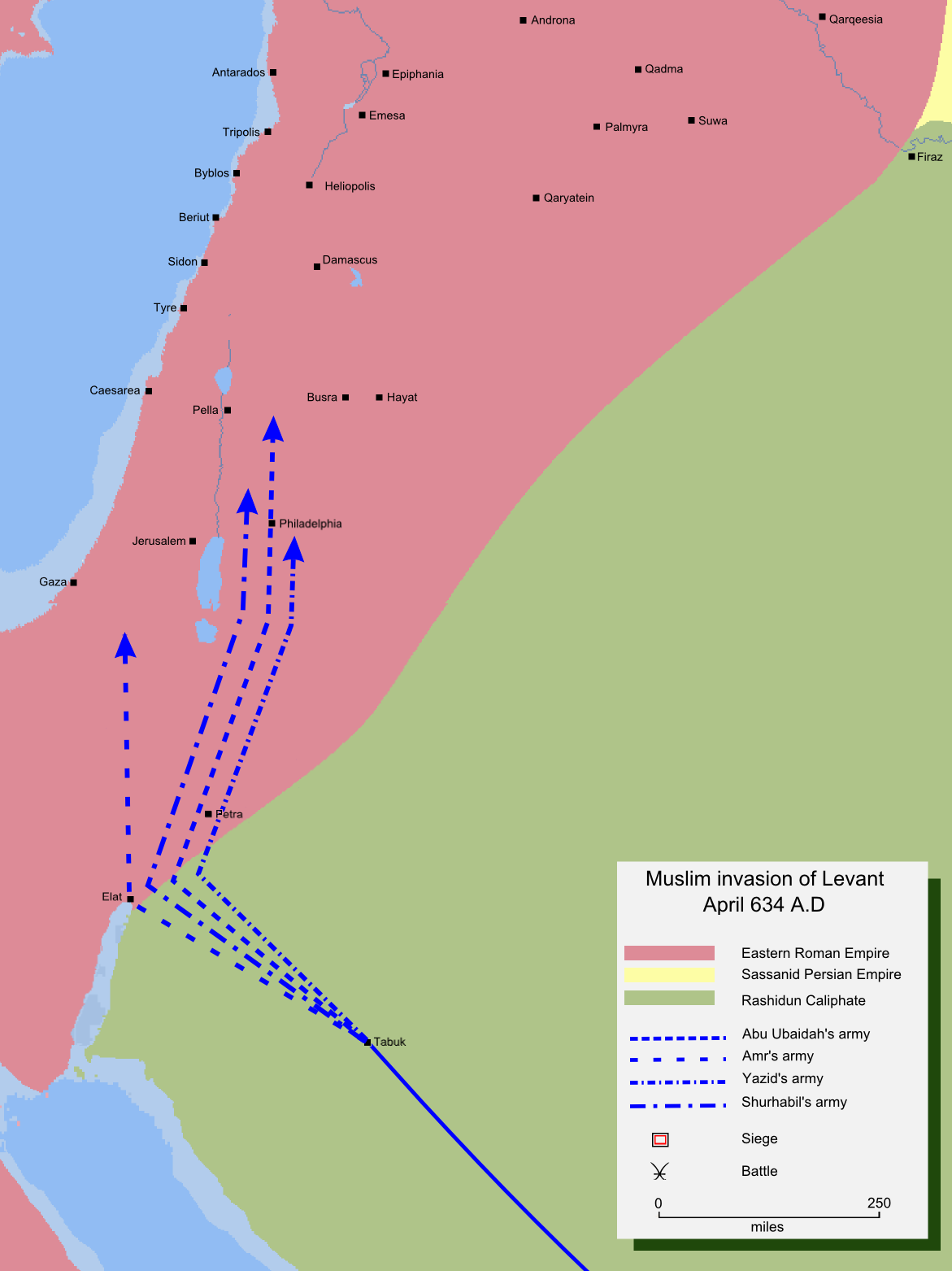
Mappa che mostra l'invasione della Siria da parte del Califfato dei Rāshidūn.

Dopo aver schiacciato le rivolte Abū Bakr iniziò una guerra di conquista cominciando dall'Iraq, la provincia più fiorente dell'Impero persiano. Inviò il suo generale più brillante, Khālid b. al-Walīd, detto "la Spada di Dio", con lo scopo di invadere l'impero retto dalla dinastia sasanide. Dopo numerose e vittoriose campagne contro i Persiani e la conquista dell'Iraq, la fiducia di Abū Bakr aumentò e, una volta che Khālid stabilì la sua roccaforte in Iraq, Abū Bakr proclamò una chiamata alle armi per l'invasione della Siria nel febbraio del 634.
L'invasione musulmana della Siria fu una serie di ben pianificate e ben coordinate operazioni militari che impiegavano più la strategia che non la pura forza per aggirare le misure difensive bizantine. Gli eserciti musulmani, tuttavia, presto si dimostrarono troppo piccoli per riuscire a contrastare la controffensiva imperiale, e i loro comandanti, di conseguenza, chiesero ulteriori rinforzi. Khālid fu inviato da Abū Bakr dall'Iraq in Siria con corposi rinforzi e gli fu affidato la conduzione dell'invasione. Nel luglio 634, i Romei subirono una sconfitta decisiva presso Ajnādayn. Damasco cadde nel settembre 634, seguita dalla Battaglia di Fahl dove l'ultima significativa guarnigione romana in Palestina fu sconfitta e messa in rotta.
Il Califfo Abū Bakr perì nel 634. Il suo successore, ʿUmar b. al-Khaṭṭāb, era determinato a continuare l'espansione del Califfato dei Rashidun in Siria. Anche se le precedenti campagne condotte da Khālid avevano portato a notevoli successi, egli fu sostituito da Abū ʿUbayda. Avendo sottomesso la parte meridionale della Palestina, le forze musulmane avanzarono, conquistando Tiberiade e Baalbek, senza incontrare molta resistenza e riuscendo a prendere Emesa all'inizio del 636, proseguendo quasi incontrastati il loro obiettivo di conquistare il Levante.

## Controffensiva bizantina
Essendosi impadroniti di Emesa, i musulmani erano ormai poco distanti dalla roccaforte bizantina di Aleppo e da Antiochia, dove risiedeva Eraclio. Seriamente allarmato dalla serie di disfatte, Eraclio si preparò per una controffensiva volta a recuperare i territori perduti. Nel 635 l'Imperatore persiano Yazdgard III cercò un'alleanza con l'Imperatore bizantino. Eraclio fece sposare sua figlia (secondo altre fonti, sua nipote, essendo suo nonno) Manyanh a Yazdegerd III, in modo da corroborare l'alleanza. Mentre Eraclio si preparava a una grande controffensiva nel Levante, Yazdegerd avrebbe dovuto condurre un simultaneo contrattacco in Iraq, in quello che avrebbe dovuto essere un tentativo ben coordinato. Quando però Eraclio lanciò la sua offensiva nel maggio 636, Yazdegerd non riuscì a coordinarsi probabilmente a causa delle condizioni miserevoli in cui si trovava il suo governo, portando al fallimento del piano dell'attacco simultaneo agli Arabi su due fronti.
Umar ottenne una vittoria decisiva su Eraclio presso lo Yarmuk, e tre mesi dopo (novembre 636) Yazdegerd fu sconfitto col suo esercito nella Battaglia di al-Qādisiyya, portando alla fine del controllo sasanide dei territori a occidente della Persia.

I movimenti delle truppe musulmane e bizantine prima della battaglia dello Yarmuk.

I preparativi bizantini cominciarono nel tardo 635 e già nel maggio 636 Eraclio aveva a disposizione un grande esercito concentrato ad Antiochia in Siria settentrionale. L'esercito assemblato consisteva di contingenti di Bizantini, Slavi, Franchi, Georgiani, Armeni e Arabi cristiani ghassanidi.
Questa forza fu suddivisa in cinque armate, e il comando congiunto della spedizione fu affidato a Teodoro Trithyrius il Sacellario. Vahān, un armeno che in precedenza era a capo della guarnigione di Emesa, divenne il comandante di campo di tutto l'esercito, e aveva sotto il suo comando un esercito composto unicamente da armeni. Buccinator (Qanatir), un principe slavo, comandava gli Slavi, mentre Jabala ibn al-Ayham, re degli Arabi Ghassanidi comandava un'armata composta unicamente da Arabi cristiani. I rimanenti contingenti, tutti provenienti dalla madrepatria e dagli altri possedimenti bizantini europei, furono posti sotto il comando di Gregorio e Dairjan. Eraclio stesso supervisionò l'operazione da Antiochia. Le fonti bizantine menzionano tra i comandanti Niceta, figlio del generale persiano Shahrbaraz, ma non è chiaro quale esercito comandò.
In quel momento, l'esercito dei Rāshidūn era suddiviso in quattro gruppi: uno sotto il comando di ʿAmr b. al-ʿĀṣ in Palestina, uno condotto da Shuraḥbīl b. Ḥasana in Giordania, uno affidato a Yazīd b. Abī Sufyān nella regione di Damasco-Cesarea e l'ultimo sotto il comando di Abū ʿUbayda e Khālid b. al-Walīd a Emesa.

Poiché le forze musulmane erano divise, Eraclio cercò di approfittarne utilizzando la strategia di scontrarsi con tutto il suo esercito contro ognuno dei piccoli eserciti in cui era suddiviso l'esercito musulmano, prima che riuscissero a unirsi in un grande esercito: costringendo i musulmani alla ritirata, o distruggendo le armate musulmane separatamente una per volta, avrebbe così realizzato il suo obbiettivo di recuperare i territori perduti. Furono inviati dei rinforzi a Cesarea sotto il comando del figlio di Eraclio Costantino III probabilmente per tenere occupate le forze di Yazīd che stavano assediando la città. L'esercito bizantino lasciò Antiochia e la Siria settentrionale intorno alla metà di giugno 636.
L'esercito bizantino avrebbe dovuto operare secondo il seguente piano:
- l'esercito di Jabala, composto da Arabi cristiani ghassanidi (e loro alleati) avrebbe dovuto marciare da Aleppo a Emesa, via Hama, e affrontare il principale esercito musulmano a Emesa.
- Dairjan avrebbe dovuto effettuare un movimento ai fianchi – muovendosi tra la costa e la via per Aleppo – e avvicinarsi a Emesa da Occidente, mirando a colpire l'ala sinistra dei musulmani mentre erano attaccati frontalmente da Jabala.
- Gregorio avrebbe dovuto colpire l'ala destra dei musulmani, giungendo a Emesa dal NE, via Mesopotamia.
- Qanatir avrebbe dovuto marciare lungo la costa e occupare Beirut, dalla quale avrebbe dovuto attaccare la debolmente difesa Damasco da occidente per tagliare fuori il principale esercito musulmano a Emesa.
- le truppe di Vahān avrebbero agito come riserva e si sarebbero avvicinati a Emesa, via Hama.[31]

## Strategia musulmana
I musulmani scoprirono dei preparativi di Eraclio a Shayzar, grazie a prigionieri romani. Avendo compreso il piano di Eraclio di attaccare separatamente con un grande esercito ognuno dei piccoli eserciti in cui era suddiviso l'esercito musulmano in modo da distruggerli facilmente, Khālid consigliò Abū ʿUbayda di ritirare le truppe dalla Palestina e dalla Siria settentrionale e centrale, e di concentrare l'intero esercito dei Rashidun in un unico luogo. Abū ʿUbayda ordinò la concentrazione dell'intero esercito nella vasta pianura nei pressi di al-Jābiya, in quanto il controllo dell'area rendeva possibili le cariche della cavalleria mentre facilitava l'arrivo di rinforzi da parte del Califfo ʿUmar in modo che una forza unita e forte potesse essere schierata contro le armate bizantine. La posizione strategica di quel luogo aveva un ulteriore vantaggio per i musulmani: la vicinanza alla fortezza naturale califfale del Najd, in cui avrebbero potuto trovare riparo in caso di ritirata. Vennero inoltre date istruzioni di restituire la jizya (tributo) alla gente che l'aveva pagata. Tuttavia, una volta concentrato un grande esercito a Jabiya, i musulmani furono esposti a raid dalle forze alleate bizantine-ghassanidi. Accamparsi nella regione era anche precario perché una grande forza bizantina era posta a guarnigione di Cesarea e avrebbe potuto attaccare la retroguardia musulmana mentre fronteggiavano l'esercito bizantino. Su consiglio di Khālid, le forze musulmane si ritirarono a Darʿa (o Dara) e Dayr Ayyūb, coprendo la distanza tra le Gole dello Yarmuk e le pianure di lava (ḥarra), e stabilendo una linea di accampamenti nella parte orientale della pianura dello Yarmuk. Questa era una forte posizione difensiva e queste manovre costrinsero i musulmani e i Bizantini a scontrarsi in una battaglia decisiva, cosa che gli ultimi avevano tentato di evitare. Durante queste manovre, non vi furono scontri a parte uno minore tra la cavalleria leggera di élite di Khālid e l'avanguardia bizantina.

## Campo di battaglia

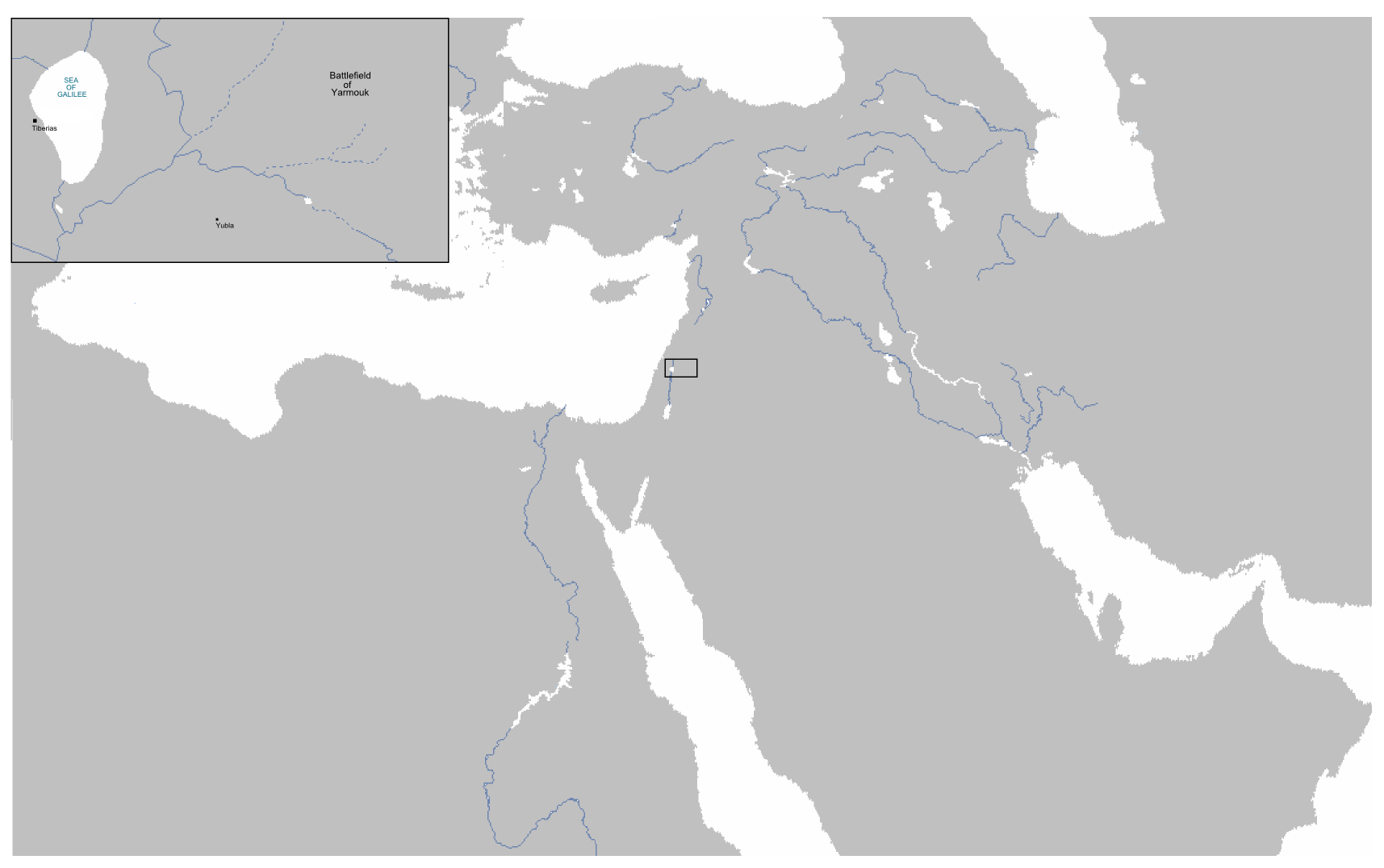
Mappa che mostra l'ubicazione dell'area dove ebbe luogo la battaglia.

Il campo di battaglia si trova a circa 65 km a sudest dalle Alture del Golan, una regione montuosa che si trova attualmente sull'attuale frontiera tra Israele, Giordania e Siria, a est del Mar di Galilea. La battaglia fu combattuta nella pianura dello Yarmuk, chiusa nei suoi confini occidentali da un profondo burrone noto come Wadi al-Raqqad, profondo circa 200 m. Questa gola si unisce al fiume Yarmuk, tributario del fiume Giordano, a sud. A nord vi è la strada di al-Jābiya e a est vi sono le colline di Azra, anche se queste colline erano al di fuori dell'effettivo campo di battaglia. Strategicamente vi era un solo rilievo nel campo di battaglia: una collinetta alta 100 m nota come Tell al-Jumʿa ("collina di raccolta" in arabo), e permetteva alle truppe musulmane concentrate lì di guardare dall'alto tutta la pianura dello Yarmuk. La gola ad occidente del campo di battaglia era accessibile in pochi posti nel 636, ed era attraversabile tramite un ponte presso l'odierno villaggio di Kafir al-Māʾ.
Logisticamente, la pianura dello Yarmuk possedeva abbastanza acque e pascoli per sostenere entrambi gli eserciti. La pianura era inoltre l'ideale per le manovre di cavalleria.

## Forze in campo
La maggioranza dei primi resoconti islamici della battaglia stimano la grandezza delle armate musulmane tra le 24 000 e le 40 000 unità e la grandezza delle armate bizantine tra le 100 000 e le 400 000 unità. Stime moderne delle dimensioni dei due eserciti variano: le stime per l'esercito bizantino sono tra 80 000 e 150 000 guerrieri, con alcune stime al ribasso come 50 000 e 15 000–20 000 Stime per l'esercito dei Rāshidūn variano tra i 25 000 e i 40 000 combattenti. Queste stime sono state fatte studiando le capacità logistiche dei combattenti, la sostenibilità delle loro rispettive basi di operazioni, e le limitazioni complessive dei soldati a disposizione, tanto per i Bizantini quanto per gli Arabi. La maggior parte degli studiosi, tuttavia, concorda che l'esercito bizantino e i suoi alleati fosse numericamente superiore rispetto alle truppe musulmane.

### L'esercito dei Rāshidūn
Durante una riunione di guerra, il comando dell'esercito musulmano fu trasferito a Khālid da Abū ʿUbayda, comandante complessivo dell'esercito musulmano.
Dopo aver assunto il comando, Khālid riorganizzò il suo esercito in 36 contingenti di fanteria e quattro di cavalleria, con la sua élite di cavalleria, la guardia mobile, tenuta come riserva. L'esercito era organizzato nella formazione detta Tabiʿa (lett. "Seguente"); una formazione di fanteria stretta e difensiva.
L'esercito fu schierato su un fronte di 12 km, che guardava a occidente, con la sua ala sinistra disposta a sud del fiume Yarmūk un miglio prima dell'inizio delle gole di Wadi al-Allan. L'ala destra dell'esercito fu collocata sulla strada di al-Jābiya nel nord lungo le alture del Tell al-Jumʿa, con distanze sostanziali tra le divisioni in modo che il loro fronte corrispondesse a quello della linea di battaglia bizantino a 13 km. Il centro dell'esercito fu affidato ad Abū ʿUbayda b. al-Jarrāḥ (centro sinistra) e Shuraḥbīl b. Ḥasana (centro destra). L'ala sinistra fu posta sotto il comando di Yazīd b. Abī Sufyān mentre l'ala destra fu affidata ad ʿAmr b. al-ʿĀṣ. Al centro e alle ali destra e sinistra furono dati reggimenti di cavalleria, da utilizzare come riserva per il contrattacco nel caso essi fossero costretti a indietreggiare dall'attacco bizantino. Dietro il centro si trovava la guardia mobile sotto il comando personale di Khālid. Se e quando costui fosse stato troppo impegnato nelle operazioni di comando dell'intero esercito, Ḍirār ibn al-Azwar avrebbe comandato la guardia mobile. Nel corso della battaglia, Khālid avrebbe ripetutamente fatto uso critico e decisivo della sua riserva.
Khālid inviò alcuni esploratori per tenere sotto controllo i movimenti dei Bizantini.
Nel tardo luglio 636, Vahān inviò Jabala con il suo esercito di Arabi cristiani armati alla leggera in ricognizione, ma essi furono respinti dalla guardia mobile. Dopo questo scontro minore, non avvennero più scontri per circa un mese.

#### Armi
Gli elmetti adoperati dagli Arabi includevano elmetti d'oro simili agli elmetti d'argento dell'Impero sasanide. L'usbergo era comunemente adoperato per proteggere il volto, il collo e le guance. Sandali di cuoio pesanti e sandali stivali di tipo romano erano anch'essi tipici dei soldati musulmani all'epoca delle prime conquiste. I soldati di fanteria erano più pesantemente armati di quelli di cavalleria. Erano impiegati grandi scudi di legno o di vimini. Gli Arabi impiegavano in battaglia anche lance a lunga impugnatura, con le lance della fanteria lunghe 2,5 m e quelle di cavallerie lunghe fino a 5,5 m. Le spade adoperate dalla fanteria erano corte come il gladius romano, ma erano utilizzate anche le spade lunghe tipiche dei soldati sasanidi; le spade lunghe erano in genere adoperate in battaglia dai cavalieri. Gli archi erano lunghi circa 2 m, simili in dimensioni al famoso arco lungo inglese. La gittata massima dell'arco tradizionale arabo era circa 150 m. I primi arcieri musulmani, anche se erano arcieri di fanteria senza la mobilità dei reggimenti di arcieri a cavallo, si provarono essere molto efficaci nel difendersi dagli attacchi di cavalleria leggera e senza armatura.

### L'esercito bizantino
Alcuni giorni dopo che i musulmani si accamparono alla pianura dello Yarmuk, l'esercito bizantino, preceduto dai Ghassanidi armati alla leggera di Jabala, si mossero in avanti e stabilirono accampamenti fortemente fortificati a nord dello Wadi al-Raqqad. L'ala destra dell'esercito bizantino era collocata ai confini meridionali della pianura, nei pressi del fiume dello Yarmuk e circa un miglio prima dell'inizio della gola del Wadi al-Allan. L'ala sinistra dei Bizantini era disposta a nord, a breve distanza dall'inizio delle Colline di Jabiya, ed era relativamente esposta. Vahān dispose l'esercito imperiale che guardava verso est, con un fronte lungo circa 13 km, in quanto cercò di coprire l'intera area tra le gole dello Yarmuk nel sud e la strada romana che portava in Egitto al nord, e sostanziali gap erano stati lasciati tra le divisioni bizantine. L'ala destra era comandata da Gregorio mentre la sinistra da Qanatir. Il centro era composto dall'esercito di Dairjan e dall'esercito armeno di Vahān, entrambi sotto il comando complessivo di Dairjan. La cavalleria pesante regolare romana, i catafratti, era distribuita in egual misura tra le quattro armate, ognuna impiegante la sua fanteria all'avanguardia e la cavalleria come riserva nella retroguardia. Vahān impiegò gli Arabi cristiani ghassanidi di Jabala, che montavano su cavalli e cammelli, come una forza di schermaglia, che avrebbe protetto l'esercito principale fino al suo arrivo. Le fonti islamiche primarie più antiche menzionano che l'esercito di Gregorio aveva usato catene per tenere insieme i suoi soldati a piedi, che avevano tutti stretto un giuramento di perire. Le catene era lunghe 10 uomini e vennero adoperate come prova di coraggio incrollabile da parte degli uomini, che avevano mostrato la loro volontà di perire piuttosto che fuggire in caso di sconfitta. Le catene vennero utilizzate anche come assicurazione contro un eventuale sfondamento della cavalleria nemica. Tuttavia, gli studiosi moderni suggeriscono che i Bizantini avessero adottato la formazione militare greco-romana a testuggine, in cui i soldati si sarebbero disposti spalla a spalla con scudi tenuti in alto e con un'organizzazione da 10 a 20 uomini che sarebbero stati completamente protetti da scudi da lancio di frecce e lance, con ogni soldato che avrebbe offerto copertura al compagno a fianco.

#### Armi
La cavalleria bizantina era armata con una spada lunga nota come spathion. Avrebbero anche avuto una lancia lunga di legno, nota come kontarion e un arco (toxarion) con quaranta frecce in ogni faretra, appesa alla sella o alla cintura. La fanteria pesante, nota come skoutatoi, aveva una spada e una lancia corta. Le truppe bizantine armate alla leggera e gli arcieri portavano con sé un piccolo scudo, un arco e una faretra di frecce. La cavalleria corazzata era armata di usbergo e elmetto. La fanteria era similarmente equipaggiata con usbergo, elmetto e armatura di legno. Erano utilizzate anche armature lamellari e squamate.

## Tensioni nell'esercito bizantino
La strategia di Khālid di ritirarsi dalle zone occupate e concentrare tutte le sue truppe in vista di una battaglia decisiva costrinse i Bizantini a concentrare i loro cinque eserciti in uno in risposta. I Bizantini da secoli evitavano quanto possibile di scontrarsi in battaglie decisive in campo aperto, e la concentrazione delle loro truppe in unico esercito crearono problemi logistici ai quali l'Impero non era ben preparato. Damasco era la base logistica più vicina, ma Manṣūr, che di fatto governava Damasco, non poteva rifornire appieno l'immenso esercito bizantino che si era raccolto sulla pianura dello Yarmuk. Sono riportati dalle fonti alcuni scontri con le popolazioni locali riguardo alla requisizione di rifornimenti, poiché l'estate stava finendo con conseguente declino dei pascoli. Le fonti di corte greche accusarono Vahān di tradimento per aver disobbedito all'ordine di Eraclio di non scontrarsi in campo aperto con gli Arabi. Data l'imponenza degli eserciti musulmani nello Yarmuk, tuttavia, Vahān non aveva altre alternative. Le relazioni tra i vari comandanti bizantini divennero poi tese. Vi fu una contesa per il comando tra Trithyrius e Vahān, Jarajis (Georghios), e Qanatir (Buccinator). Jabala, il comandante degli Arabi cristiani ghassanidi, fu largamente e colpevolmente ignorato, data la conoscenza che il signore ghassanide aveva del luogo. Un'atmosfera di sfiducia uno con l'altro esisteva dunque tra Greci, Armeni e Arabi. Le lotte da lungo esistenti tra i Calcedoniani e l'"eresia" monofisita certamente infiammò l'insorgere di ulteriori tensioni. In complesso ciò comportò un diminuito coordinamento e una scadente pianificazione della battaglia, cause entrambe non secondarie della disfatta bizantina allo Yarmuk.

## Battaglia
Per una buona comprensione della descrizione della battaglia, è utile conoscere le divisioni dei due schieramenti. Le linee di battaglia dei musulmani e dei Bizantini erano divise in quattro sezioni: l'ala sinistra, il centro sinistro, il centro destro e l'ala destra. Si noti che le descrizioni delle linee di battaglia di musulmani e Bizantini sono esattamente l'opposto dell'altro (per fare un esempio: l'ala destra musulmana si scontrava con l'ala sinistra bizantina (cfr. immagine).
     Esercito musulmano
     Esercito bizantino

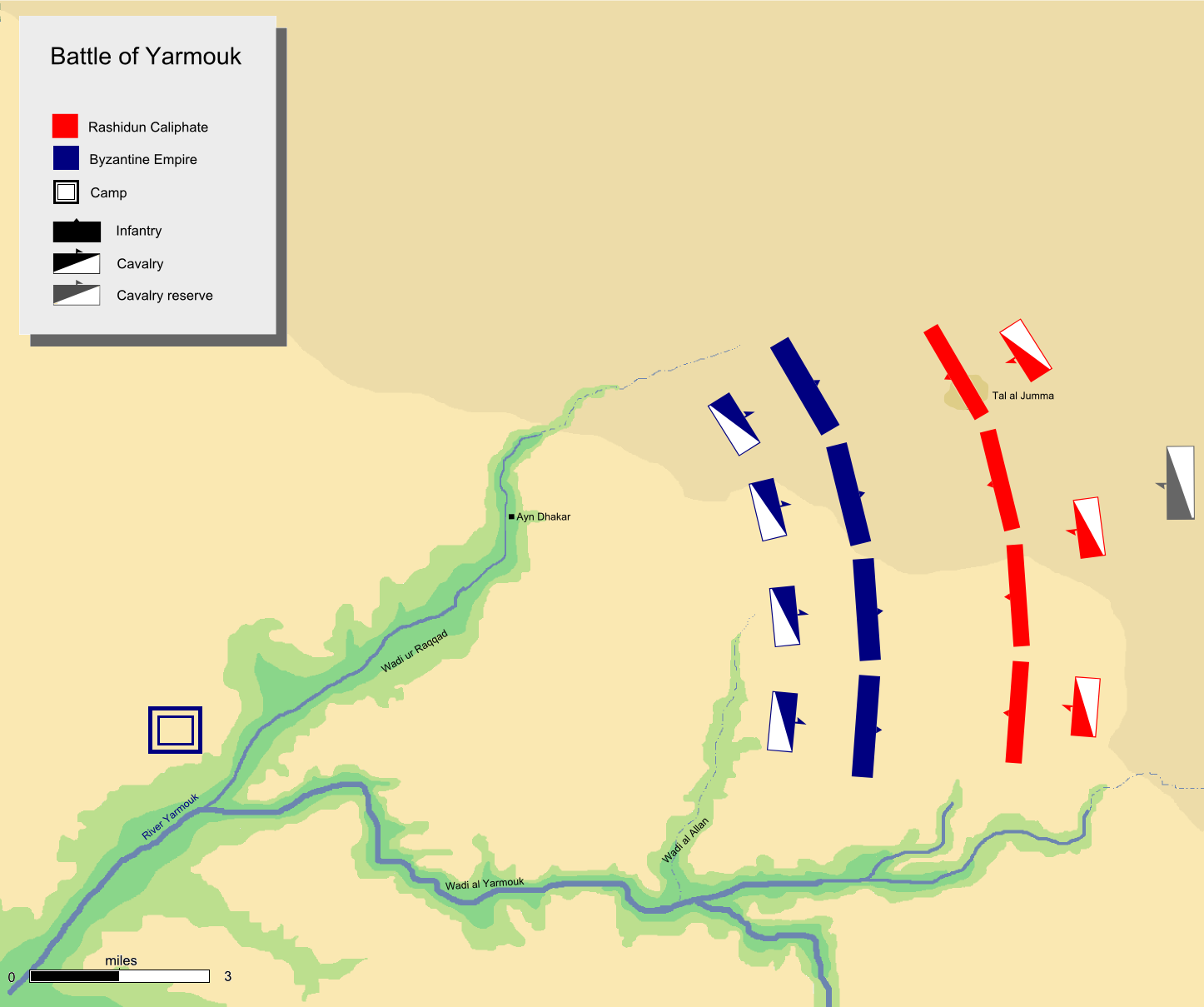
Disposizione delle truppe.
Esercito musulmano
Esercito bizantino

Vahān ricevette da Eraclio l'ordine di non scontrarsi in battaglia prima di aver tentato di rinviarla con la diplomazia. Questo probabilmente perché le truppe di Yazdegerd III non erano ancora pronte per l'offensiva in Iraq. Infatti, Vahān inviò Gregorio e successivamente Jabala ibn al-Ayham per negoziare, anche se i loro tentativi si rivelarono vani. Prima della battaglia, su invito di Vahān, Khālid venne per negoziare una pace, ma anche lui invano. Questi negoziati rinviarono la battaglia per circa un mese.
Dall'altra parte, il Califfo ʿUmar, le cui forze ad al-Qādisiyya (Iraq) erano minacciate da un imminente scontro con le armate sasanidi, ordinò a Saʿd b. Abī Waqqāṣ di entrare in trattative con i Persiani e inviare emissari a Yazdegerd III e il suo comandante Rostam Farrokhzād, apparentemente invitandoli a convertirsi all'Islam. Questa fu molto probabilmente una tattica di temporeggiamento impiegata da ʿUmar sul fronte persiano. Nel frattempo inviò rinforzi di 6 000 truppe, per la maggior parte provenienti dallo Yemen, a Khālid. Questa forza comprendeva 1 000 Sahaba (Compagni di Maometto), tra cui 100 veterani della Battaglia di Badr, la prima battaglia della storia islamica, oltre a cittadini del più alto rango, tra cui al-Zubayr b. al-ʿAwwām, Abū Sufyān e sua moglie Hind bt. ʿUtba.
ʿUmar, desiderando apparentemente sconfiggere i Bizantini per primi, impiegò contro di essi le migliori truppe musulmane a sua disposizione. I continui rinforzi che raggiungevano gli Arabi musulmani preoccuparono i Bizantini, che, temendo che i musulmani, con tali rinforzi, sarebbero diventati ancora più forti, decisero che non avevano altra scelta che attaccare. I rinforzi che erano stati inviati dai musulmani allo Yarmūk arrivarono in piccole bande, dando l'impressione di un continuo flusso di rinforzi, in modo da demoralizzare i Bizantini e costringerli ad attaccare. La stessa tattica sarebbe stata adoperata in seguito anche durante la battaglia di al-Qādisiyya.

### Giorno 1

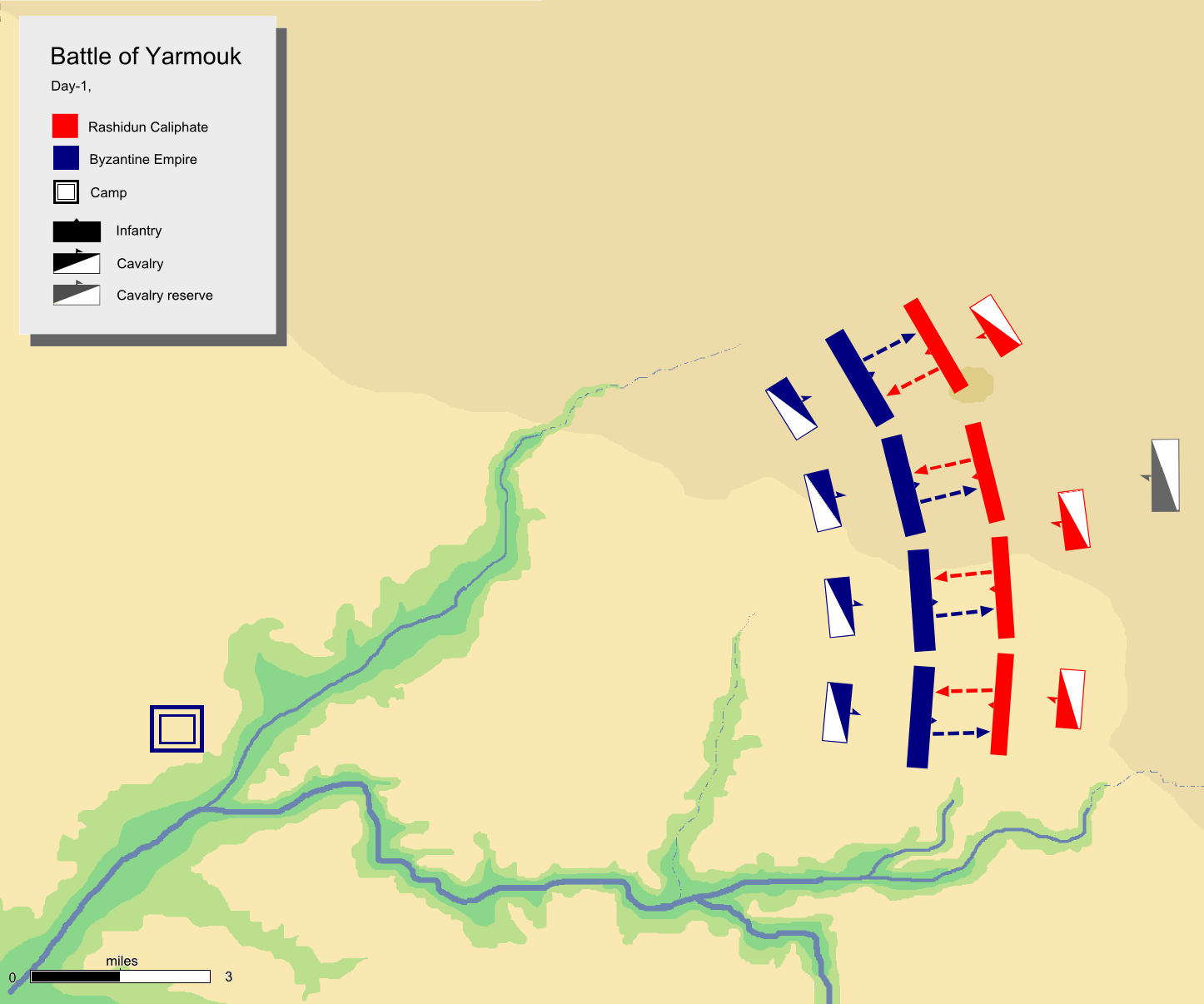
Giorno 1, attacchi limitati dell'esercito bizantino

La battaglia cominciò il 15 agosto 636. All'alba entrambi gli eserciti si schierarono per prepararsi alla battaglia a meno di un miglio di distanza. Secondo le cronache islamiche, prima dell'inizio della battaglia, Giorgio, il comandante di un reggimento del centro destro bizantino, passò dalla parte dei musulmani convertendosi all'Islam; sarebbe perito lo stesso giorno combattendo dalla parte dei musulmani. La battaglia cominciò quando l'esercito bizantino inviò i suoi campioni per sfidare a duello i mubārizūn (lett. "campioni") musulmani. I mubārizūn erano spadaccini e lancieri specialmente addestrati, con l'obiettivo di massacrare quanti più comandanti nemici possibile sul campo di battaglia, in modo da danneggiare il morale del nemico.

A metà del giorno, dopo aver perso diversi comandanti nei duelli, Vahān ordinò un attacco limitato con un terzo delle sue forze di fanteria per mettere alla prova la resistenza e la strategia dell'esercito musulmano e, sfruttando la loro schiacciante superiorità numerica e nelle armi, ottenere uno sfondamento nei punti in cui la linea di battaglia musulmana era debole. Tuttavia l'assalto bizantino mancava di determinazione; molti soldati dell'esercito imperiale erano incapaci di tenere testa ai veterani musulmani. I combattimenti erano generalmente non accaniti, anche se in alcuni punti erano particolarmente intensi. Vahān non rinforzò la sua fanteria in avanguardia, due terzi della quale fu tenuta in riserva, un terzo solo della quale impiegato per scontrarsi con i musulmani. Al tramonto entrambi gli eserciti smisero di combattere, secondo le tradizioni belliche dell'epoca, ritornando nei rispettivi accampamenti.

### Giorno 2

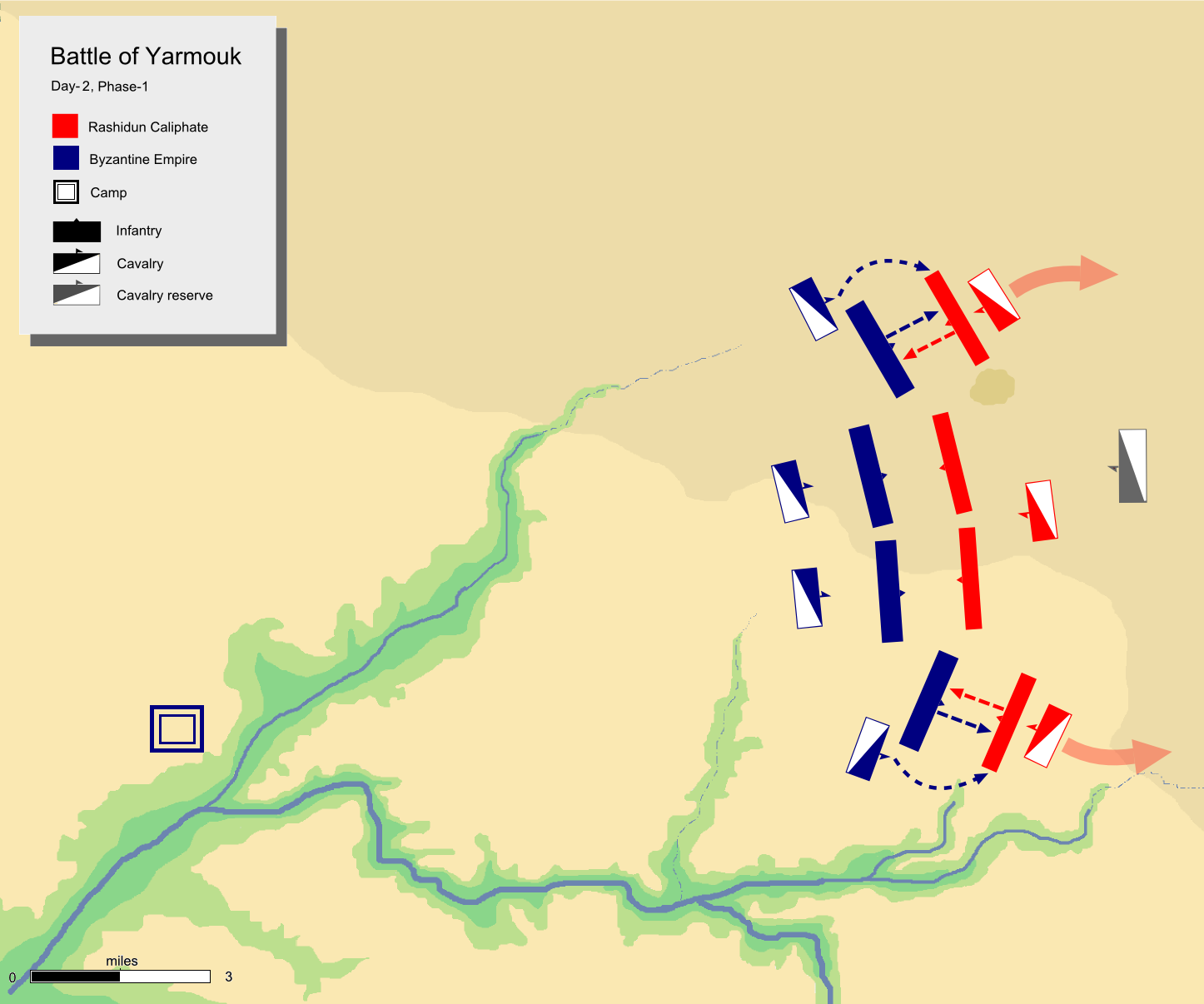
Giorno 2, Fase 1.

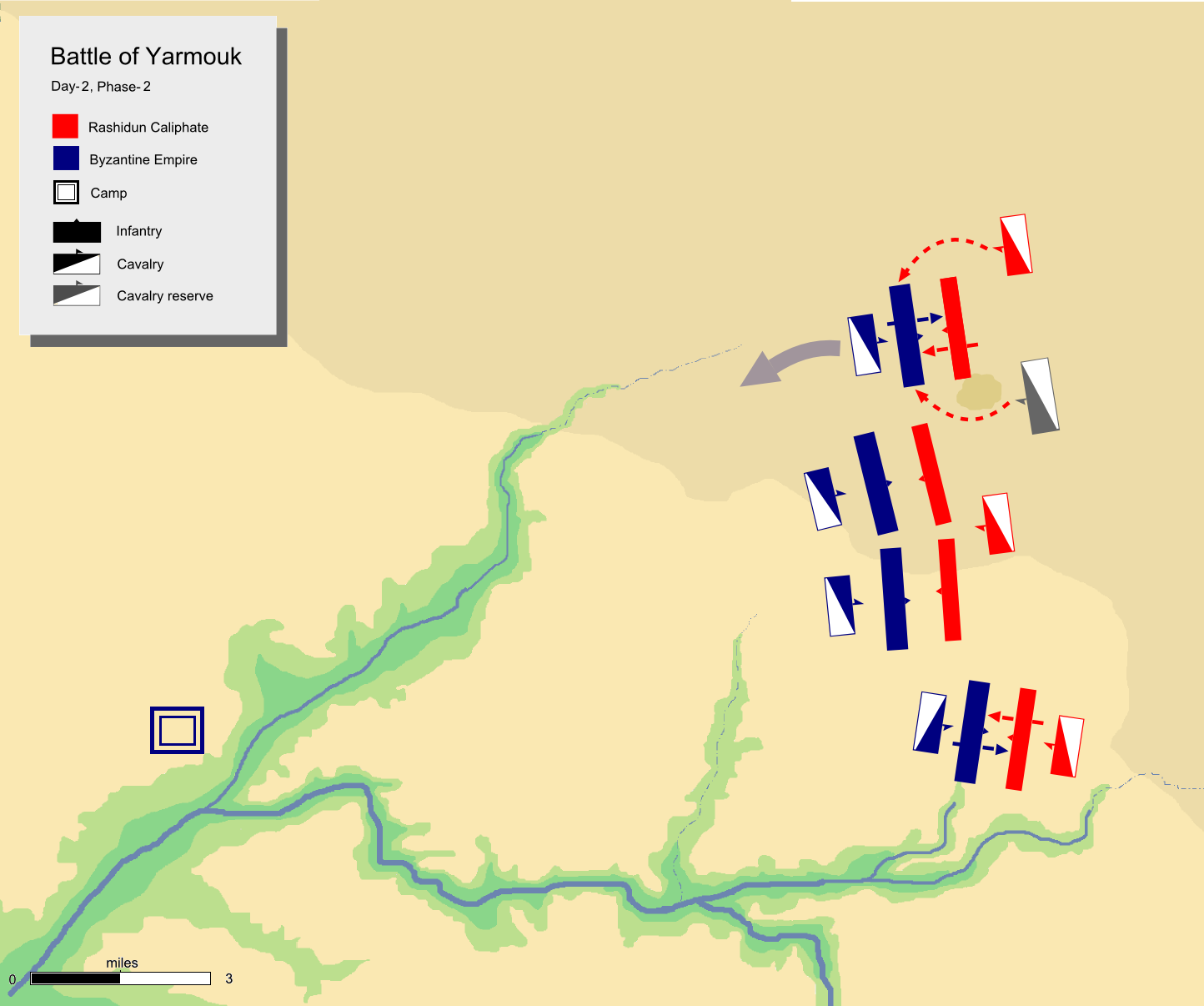
Giorno 2, Fase 2.

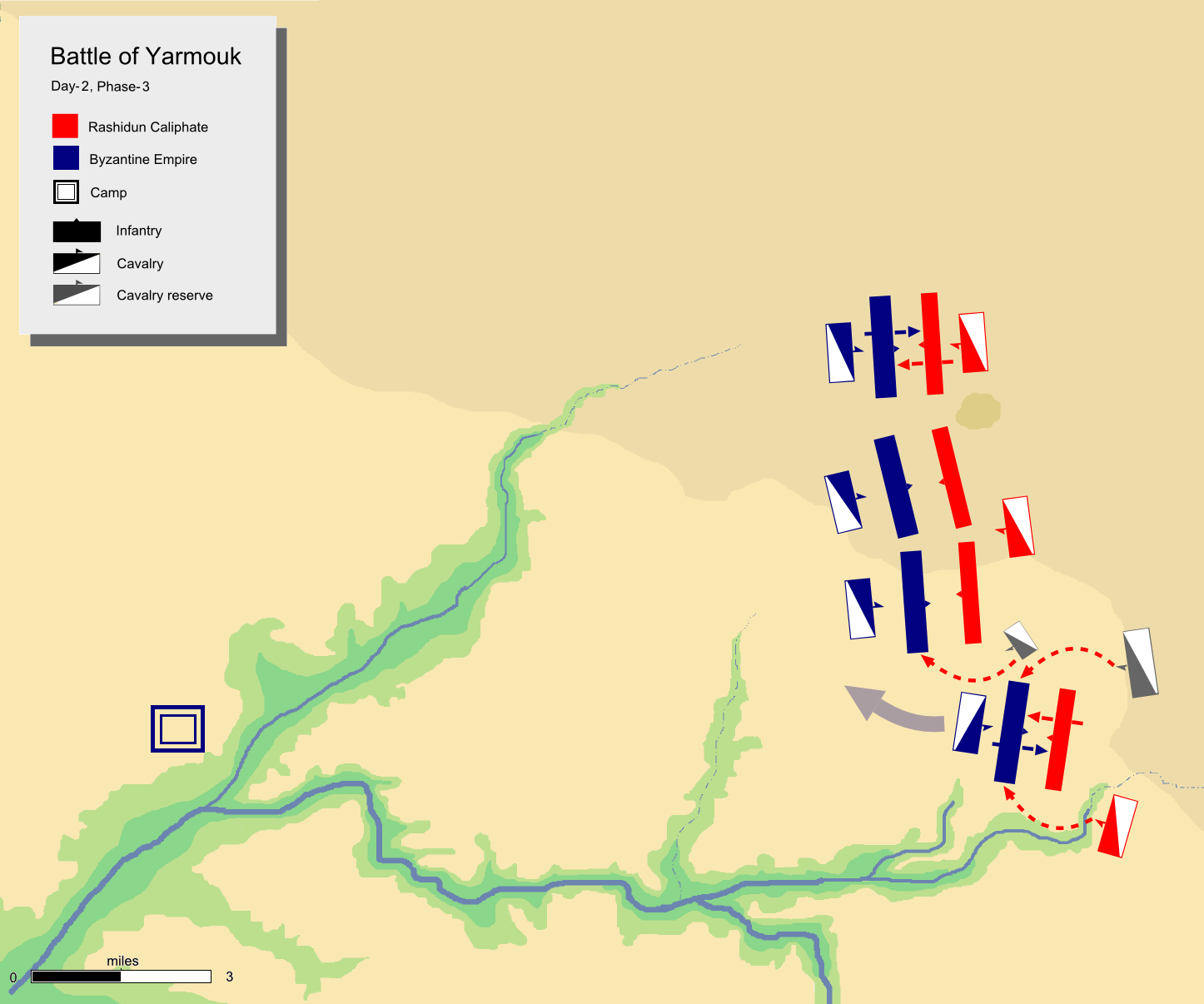
Giorno 2, Fase 3.

Fase 1: Il 16 agosto 636, Vahān decise in una riunione di guerra di lanciare il suo attacco prima dell'alba, in modo da cogliere l'esercito musulmano impreparato in quanto intenti in quel momento nelle loro preghiere mattutine.

Progettò di far scontrare i suoi due eserciti centrali con il centro musulmano nel tentativo di tenerli in stallo mentre le principali frecciate sarebbero state condotte contro le ali dell'esercito musulmano, che sarebbe stato costretto o a indietreggiare dal campo di battaglia o spinto verso il centro. Per osservare il campo di battaglia, Vahān aveva un largo padiglione costruito dietro la sua ala destra con una forza di guardie del corpo armene. Ordinò all'esercito di prepararsi all'attacco a sorpresa.
All'insaputa dei Bizantini, Khālid, prevedendo l'evenienza di un attacco a sorpresa da parte del nemico, aveva preparato durante la notte una forte linea di avamposto in modo da fronteggiare eventuali sorprese, e ciò diede ai musulmani il tempo per prepararsi alla battaglia. Al centro, i Bizantini non premettero in modo forte, intendendo inchiodare il centro dell'esercito musulmano nella loro posizione e impedire loro di aiutare il resto dell'esercito musulmano in altri punti. Il centro in questo modo rimase stabile.
Ma sulle ali la situazione era diversa. Qanatir, comandante dell'ala sinistra bizantina consistente principalmente di Slavi, attaccò in forza, e la fanteria musulmana all'ala destra fu costretta a indietreggiare. ʿAmr, il comandante musulmano dell'ala destra, ordinò al suo distaccamento di cavalleria di contrattaccare, neutralizzando così l'avanzata bizantina e stabilizzando la linea di battaglia alla destra per qualche tempo, prima che la superiorità numerica bizantina lo costringesse a ritirarsi verso l'accampamento musulmano.
Fase 2: Khālid, consapevole della situazione alle ali, ordinò alla cavalleria dell'ala destra di attaccare il fianco settentrionale dell'ala sinistra bizantina mentre egli con la sua guardia mobile avrebbe attaccato il fianco meridionale dell'ala sinistra bizantina, mentre la fanteria dell'ala destra musulmana avrebbe attaccato da davanti. L'attacco da tre lati costrinse l'ala sinistra bizantina ad abbandonare le posizioni guadagnate sui musulmani, e ʿAmr riguadagnò così il terreno perduto cominciando a riorganizzare le sue truppe in vista degli scontri successivi.
La situazione dell'ala sinistra musulmana posta sotto il comando di Yazīd era considerevolmente più seria. Mentre l'ala destra musulmana riceveva assistenza dalla guardia mobile, l'ala sinistra non poteva beneficiare di tale aiuto e il vantaggio numerico che i Bizantini avevano sui musulmani costrinse i guerrieri musulmani a indietreggiare, con diversi combattenti che si ritirarono verso gli accampamenti-base. Qui i Bizantini avevano sfondato i corpi. La formazione a testuggine che l'esercito di Gregorio aveva adottato si muoveva lentamente ma si difendeva bene dagli attacchi nemici, respingendo un contrattacco della cavalleria di Yazīd. Nonostante la dura resistenza, i guerrieri di Yazīd sull'ala sinistra furono costretti a ritornare negli accampamenti e per un attimo il piano di Vahān sembrò funzionare. Il centro dell'esercito musulmano era inchiodato sulle sue posizioni e i suoi fianchi erano stati costretti a indietreggiare. Tuttavia, nessuna delle ali era rotta, anche se il loro morale era seriamente danneggiato.
L'esercito musulmano in ritirata incontrò le feroci donne arabe negli accampamenti. Condotte da Hind, le donne musulmane smantellarono le loro tende e si armarono con paletti di tenda caricando i loro mariti e seguaci e cantando una canzone improvvisata dalla Battaglia di Uhud che era stata diretta contro i musulmani.
O tu che corri da una donna fedele

Che ha sia bellezza che virtù;

E la lasci in mano agli infedeli,

L'odiato e malvagio infedele,

per possederla, disgrazia e rovina.
Ciò fu sufficiente per spingere i musulmani in ritirata a ritornare sul campo di battaglia.
Fase 3: Dopo essere riuscito a stabilizzare la posizione all'ala destra, Khālid ordinò che la cavalleria della guardia mobile desse assistenza all'ala sinistra, ormai in difficoltà.
Khālid distaccò un reggimento sotto il comando di Ḍirār b. al-Azwar e gli ordinò di attaccare l'avanguardia dell'esercito di Dairjan (centro sinistro) in modo da creare un diversivo e causare il ritiro dell'ala destra bizantina dalla sua posizione avanzata. Con il resto della cavalleria di riserva attaccò il fianco di Gregorio. Ancora una volta, attacchi simultanei da davanti e suoi fianchi costrinsero i Bizantini a ripiegare, ma più lentamente perché essi dovevano mantenere la loro formazione.
Al tramonto le armate centrali smisero di combattere tra di loro e si ritirarono nelle loro posizioni originarie ed entrambi i fronti ritornarono sulle linee occupate alla mattina. L'uccisione di Dairjan e il fallimento del piano di battaglia di Vahān lasciò il numericamente superiore esercito imperiale relativamente demoralizzato, mentre i contrattacchi vittoriosi di Khālid diedero coraggio alle sue truppe nonostante fossero inferiori in numero al nemico.

### Giorno 3

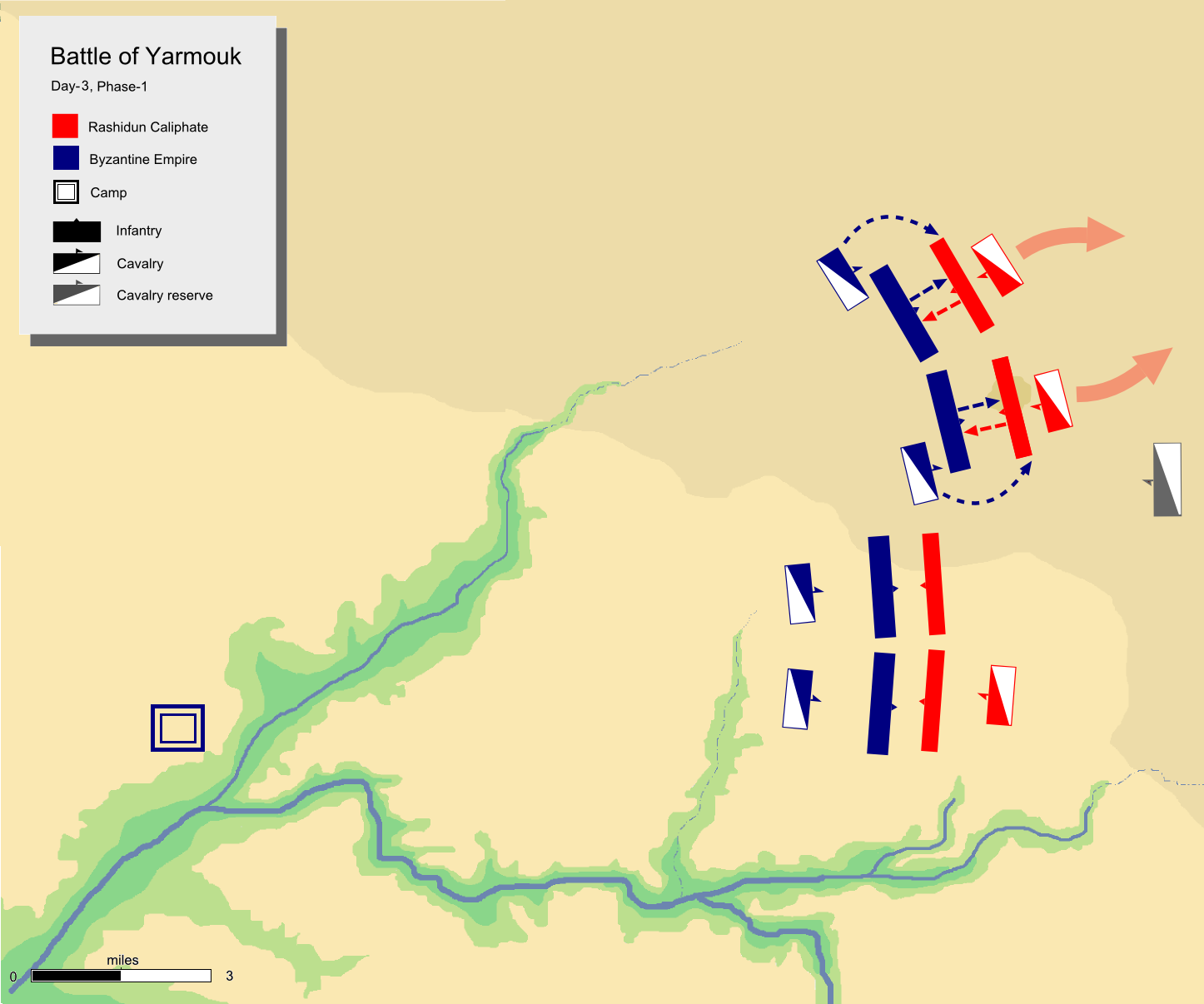
Giorno 3, Fase 1.

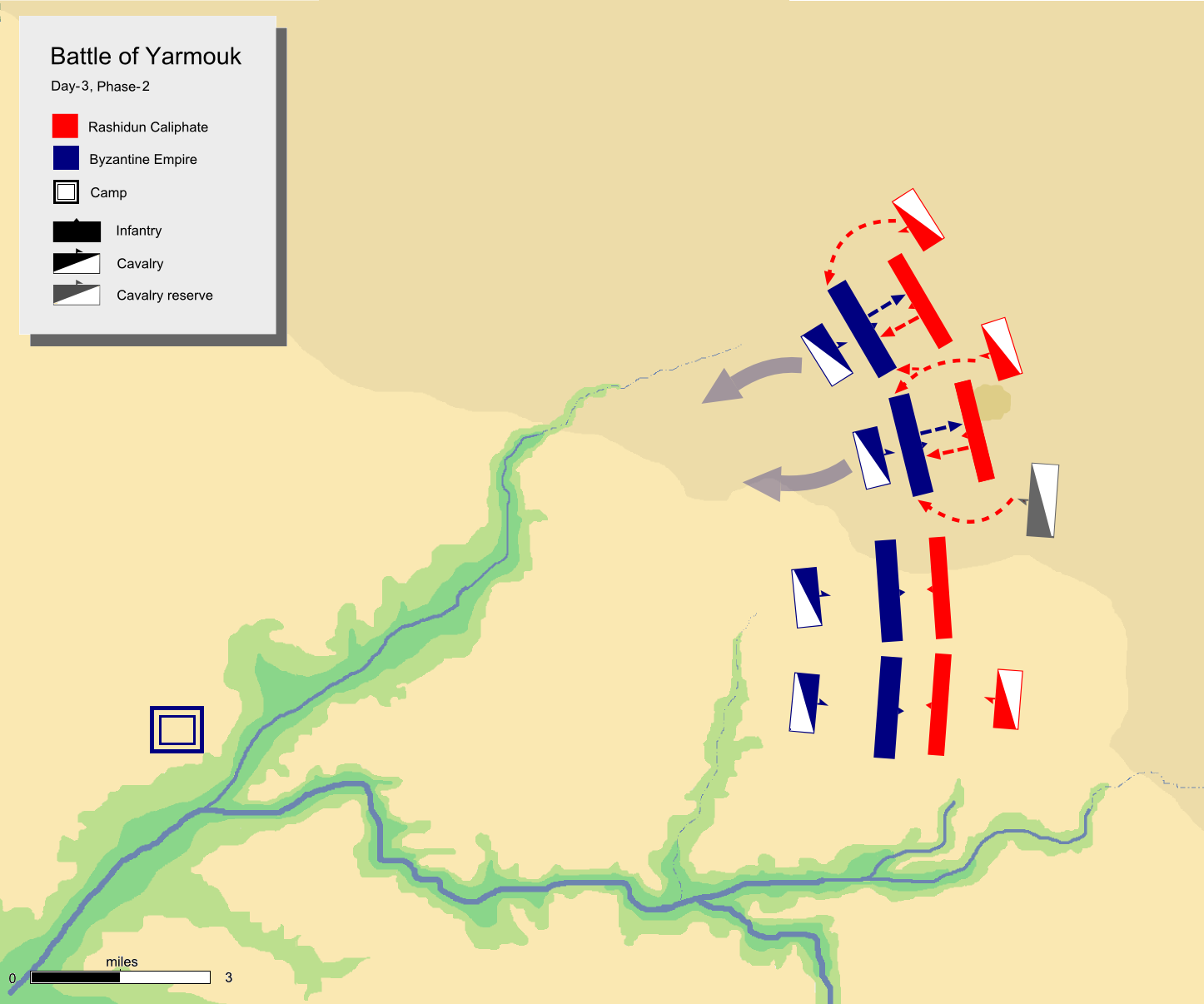
Giorno 3, Fase 2.

Il 17 agosto 636, Vahān rifletté sugli errori commessi il giorno precedente, quando aveva lanciato i suoi attacchi contro i rispettivi fianchi musulmani e sul fatto che, dopo alcuni successi iniziali, i suoi soldati erano stati risospinti indietro. Quello che lo affliggeva maggiormente era la perdita di uno dei suoi comandanti.

L'esercito bizantino decise di attuare un piano meno ambizioso: Vahān ora mirava a sfondare l'esercito musulmano in punti specifici. Decise di fare pressione sul relativamente esposto fianco destro, dove le sue truppe a cavallo potevano condurre manovre più liberamente comparato al terreno accidentato dell'ala destra musulmana. Fu deciso di caricare alla giunzione tra il centro destra musulmano e la sua ala sinistra sotto il comando degli Slavi di Qanatir, per dividerle in due e combatterle separatamente.
Fase 1: La battaglia riprese con attacchi bizantini al fianco destro e centro destro musulmano.
Dopo aver tenuto a distanza gli attacchi iniziali bizantini, l'ala destra musulmana iniziò a ripiegare, seguita dal centro destro. Si narra che essi abbiano di nuovo incontrato le loro mogli che li rimproverarono ancora una volta. I corpi combattenti, tuttavia, riuscirono a riorganizzarsi poco lontano dall'accampamento e si prepararono al contrattacco.
Fase 2: Sapendo che l'esercito bizantino era concentrato sulla destra musulmana, Khālid lanciò un attacco con la sua guardia mobile, insieme alla cavalleria del fianco destro musulmano. Khālid colpì il fianco destro del centro sinistro dei Bizantini, e la cavalleria di riserva del centro destro dei musulmani colpì al centro sinistra dei Bizantini sul suo fianco sinistro. Nel frattempo ordinò alla cavalleria dell'ala destra musulmana di colpire al fianco sinistro dell'ala sinistra bizantina. Il combattimento ben presto si trasformò in un bagno di sangue, con molte perdite da ambedue le parti. Gli attacchi tempestivi ai fianchi di Khālid ancora una volta permise ai musulmani di resistere agli attacchi bizantini costringendo i Bizantini a ritornare nelle posizioni che avevano all'inizio della battaglia.

### Giorno 4
Il 18 agosto 636, il quarto giorno, si rivelò decisivo. 

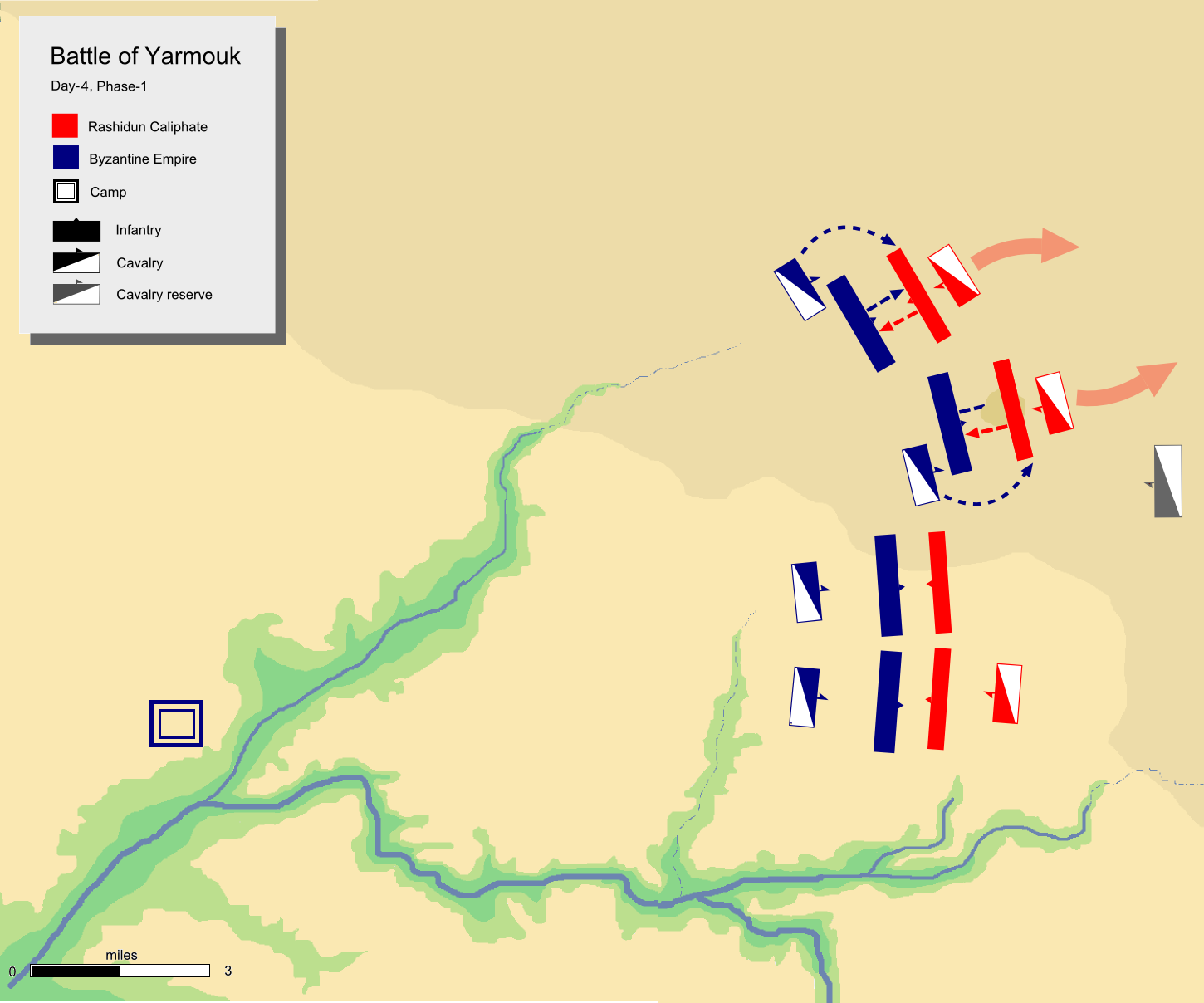
Giorno 4, Fase 1.

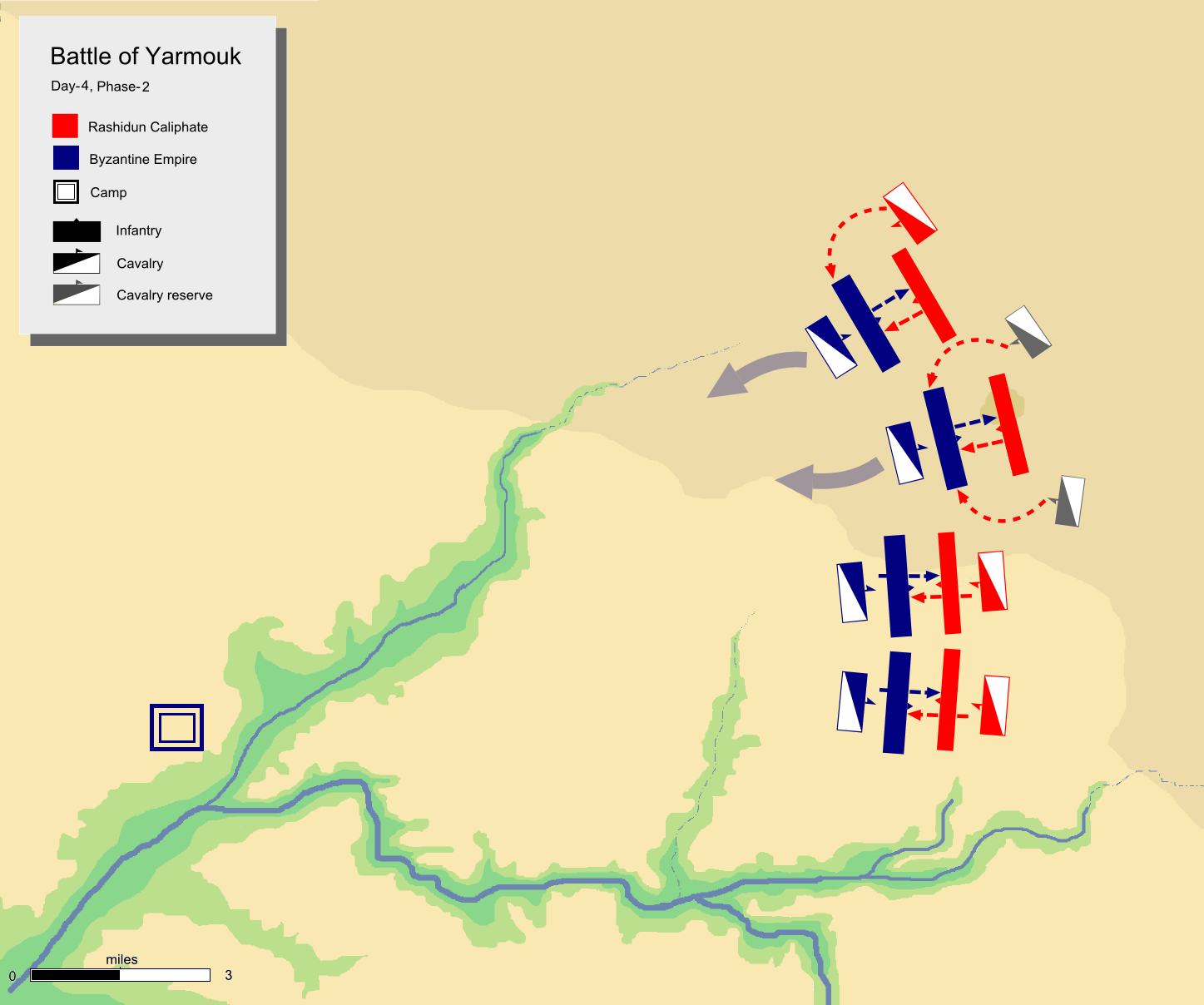
Giorno 4, Fase 2.

Fase 1: Vahān decise di persistere con il piano di guerra del giorno precedente poiché aveva ottenuto successi nell'infliggere danni alla destra musulmana.
Qanatir condusse due eserciti di Slavi contro l'ala destra e il centro destro musulmana con qualche assistenza dagli Armeni e dagli Arabi cristiani condotti da Jabala. L'ala destra musulmana e il centro destro ancora una volta furono costretti a ripiegare.
Khālid ancora una volta entrò in azione con la sua guardia mobile. Temeva un attacco generale su un ampio fronte che non sarebbe stato in grado di respingere e come precauzione ordinò ad Abū ʿUbayda e Yazīd sul centro sinistra e sull'ala sinistra rispettivamente di attaccare le armate bizantine sui fronti rispettivi. Tale attacco avrebbe tenuto in stallo i Bizantini e impedito una generale avanzata dell'esercito imperiale.
Fase 2: Khālid divise la sua guardia mobile in due divisioni e attaccò i fianchi del centro sinistro bizantino, mentre la fanteria del centro destro musulmano attaccò da davanti. Sotto questa manovra ai fianchi da tre lati, i Bizantini furono costretti a ripiegare. Nel frattempo la destra musulmana rinnovò la sua offensiva con la fanteria che attaccò dal davanti e la cavalleria di riserva che attaccò il fianco settentrionale dell'ala sinistra bizantina. Poiché il centro sinistro bizantino si ritirò sotto gli attacchi su tre lati di Khālid, l'ala sinistra bizantina, essendo stata esposta sul suo fianco meridionale, indietreggiò anch'essa.
Mentre Khālid e la sua guardia mobile stavano fronteggiando gli Armeni per tutto il pomeriggio, la situazione sull'altro lato stava peggiorando. Gli arcieri a cavallo bizantini attaccarono a suon di frecce le truppe di Abū ʿUbayda e di Yazīd impedendo di loro di penetrare nelle linee bizantine. Molti soldati musulmani furono accecati dalle frecce bizantine in quel giorno, che divenne per cui noto come il "Giorno degli Occhi Perduti". Si ritiene che anche il veterano Abu Sufyan perdesse un occhio in quel giorno. Gli eserciti musulmani ripiegarono, ad eccezione di un contingente condotto da ʿIkrima b. Abī Jahl, che si trovava alla sinistra dei corpi di Abū ʿUbayda. ʿIkrimah coprì la ritirata dei musulmani con la sua cavalleria di quattrocento uomini, attaccando l'avanguardia bizantina mentre gli altri eserciti si riorganizzarono per contrattaccare e recuperare le posizioni perdute. Tutti gli uomini di ʿIkrima, amico di infanzia di Khālid, furono seriamente feriti o perirono quel giorno, tra cui ʿIkrima stesso.

### Giorno 5

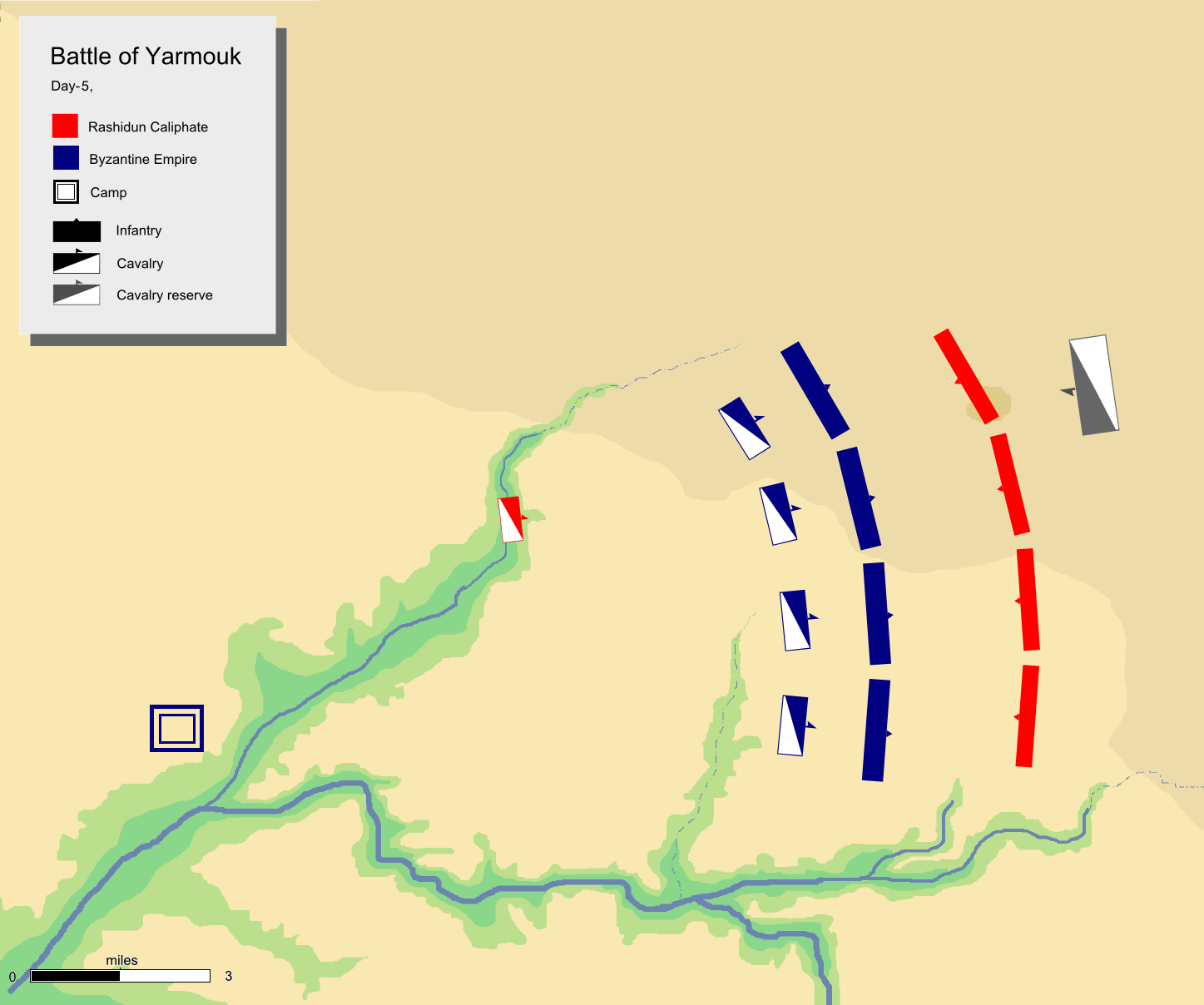
Disposizione delle truppe nel quinto giorno. Khālid riunì tutta la sua cavalleria per una decisiva carica ai fianchi.

Durante l'offensiva del quarto giorno di Vahān, le sue truppe avevano fallito ad ottenere ogni sfondamento e avevano subito pesanti perdite, soprattutto durante i contrattacchi ai fianchi della guardia mobile. All'alba del 19 agosto 636, quinto giorno di battaglia, Vahān inviò un emissario all'accampamento musulmano per negoziare una tregua di alcuni giorni in modo che possano essere tenute nuove negoziazioni. Probabilmente intendeva guadagnare tempo per riorganizzare le sue truppe demoralizzate. Ma Khālid declinò l'offerta, perché voleva la vittoria a ogni costo.
Fino a quel momento, l'esercito musulmano aveva adottato una strategia largamente difensiva, ma sapendo che i Bizantini erano ormai sfiduciati, Khālid decise ora di prendere l'offensiva riorganizzando conseguentemente le sue truppe. Tutti i reggimenti di cavalleria furono riuniti insieme in una potente forza a cavallo con la guardia mobile agente come suo nucleo. La forza totale di questa armata di cavalleria era intorno a 8 000 guerrieri a cavallo, l'ideale per un attacco offensivo il giorno successivo. Il resto della giornata trascorse senza eventi di rilievo. Khālid intendeva intrappolare le truppe bizantine, tagliando loro ogni via di fuga. Vi erano tre barriere naturali, le tre gole nel campo di battaglia con i loro ripidi burroni, Wadī al-Raqqād a ovest, Wadī al-Yarmuk a sud e Wadī al-Allah a est. Il percorso settentrionale avrebbe dovuto essere bloccato dalla cavalleria musulmana.
Vi erano tuttavia, alcuni passaggi lungo i burroni profondi 200 m. del Wadī al-Raqqād a ovest, il più importante strategicamente tra questi era ad ʿAyn al-Dhakar, un ponte. Khālid inviò Ḍirār con 500 cavalieri di notte per prendere possesso di quel ponte. Ḍirār si mosse intorno al fianco settentrionale dei Bizantini e catturò il ponte. Questa manovra si sarebbe rivelata decisiva il giorno successivo.

### Giorno 6

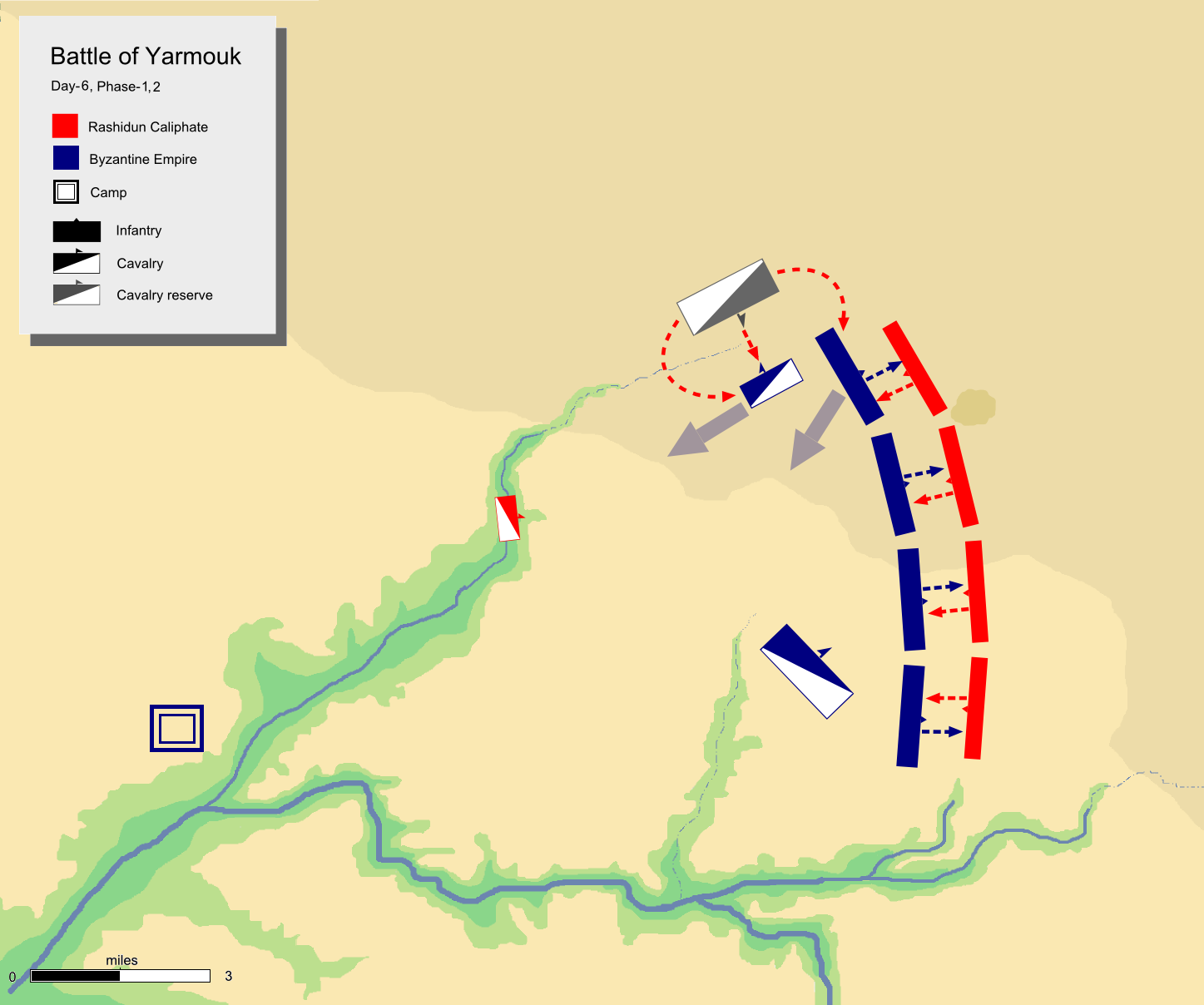
Giorno 6, Fase 1.

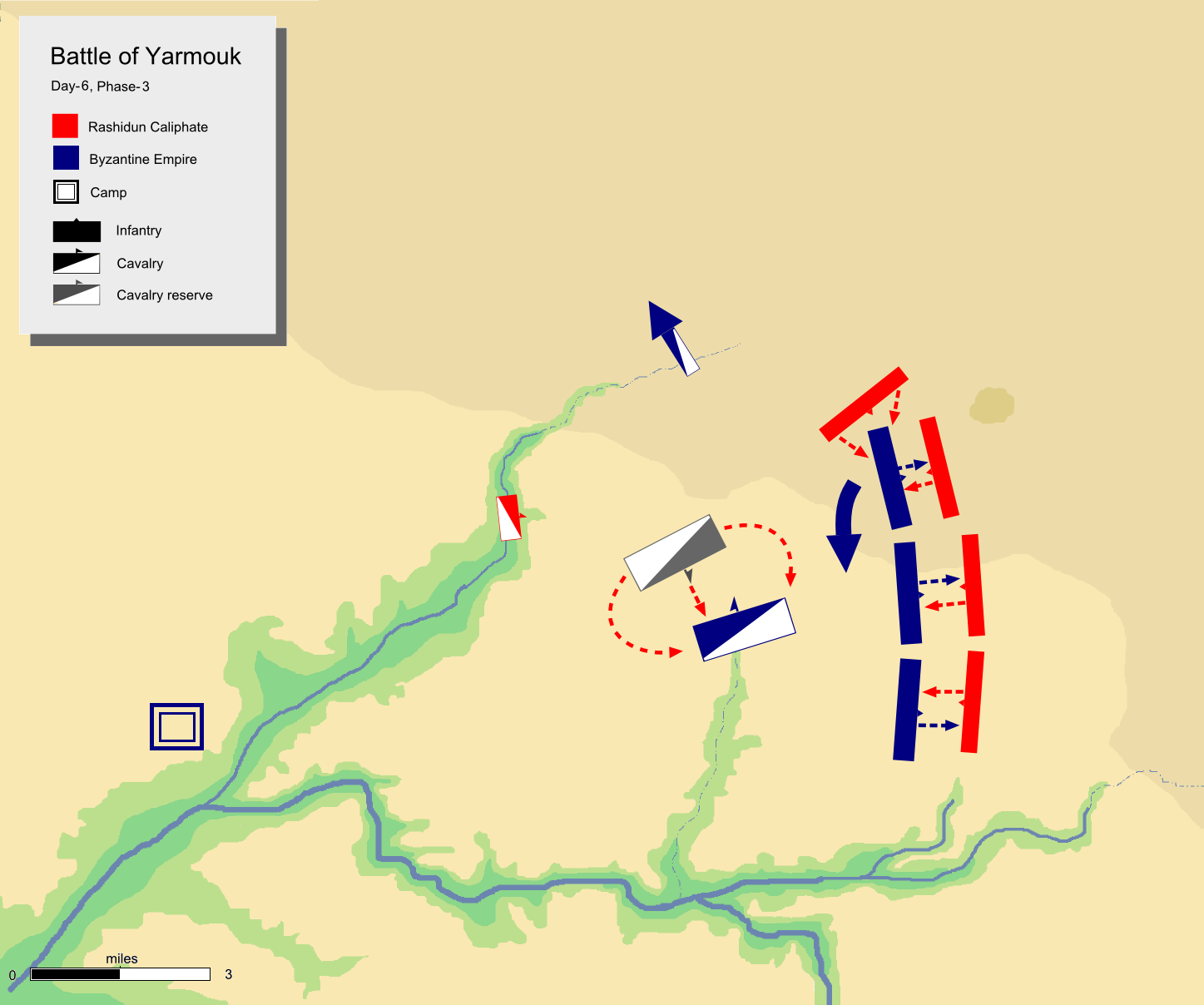
Giorno 6, Fase 2.

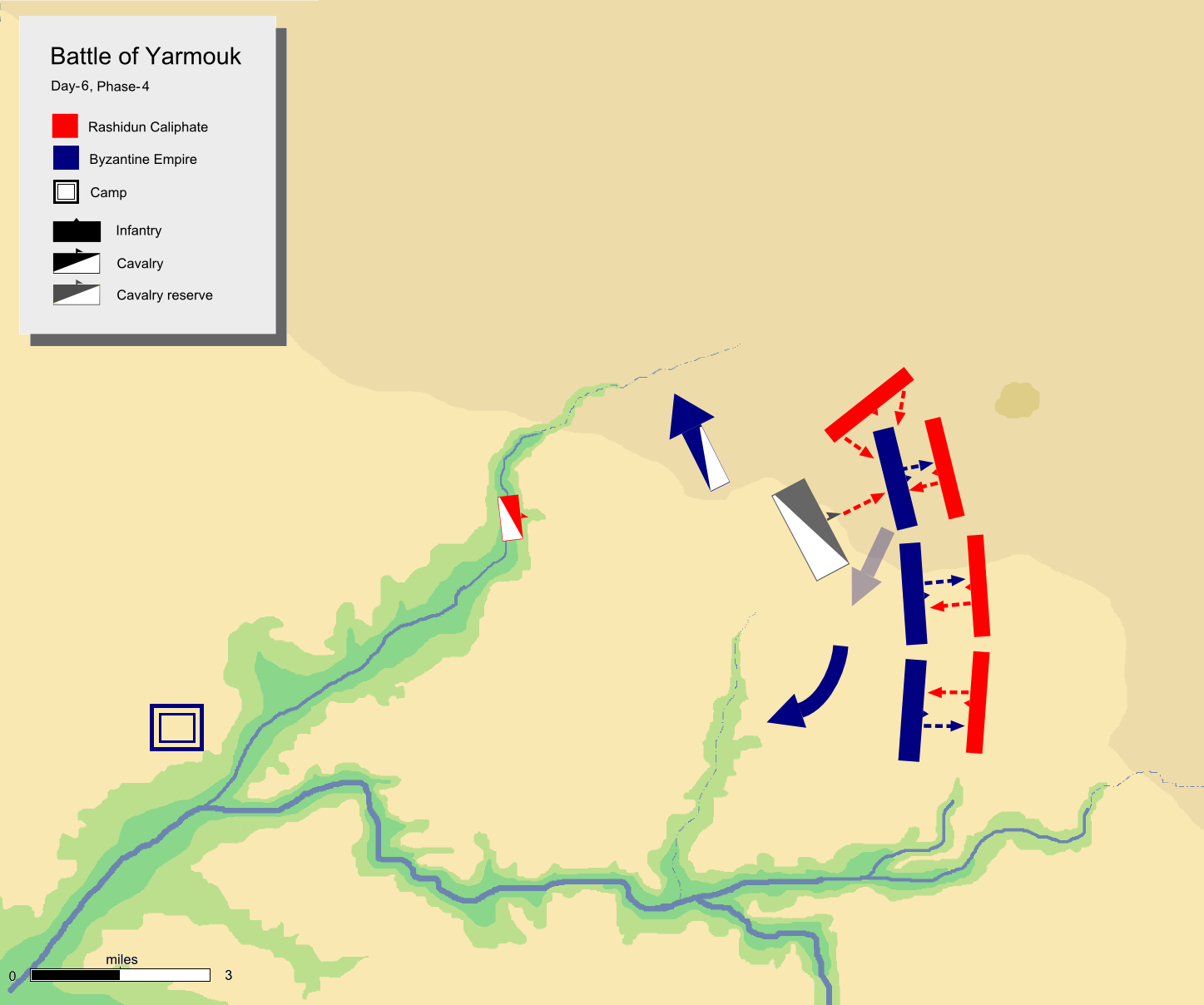
Giorno 6, Fase 3.

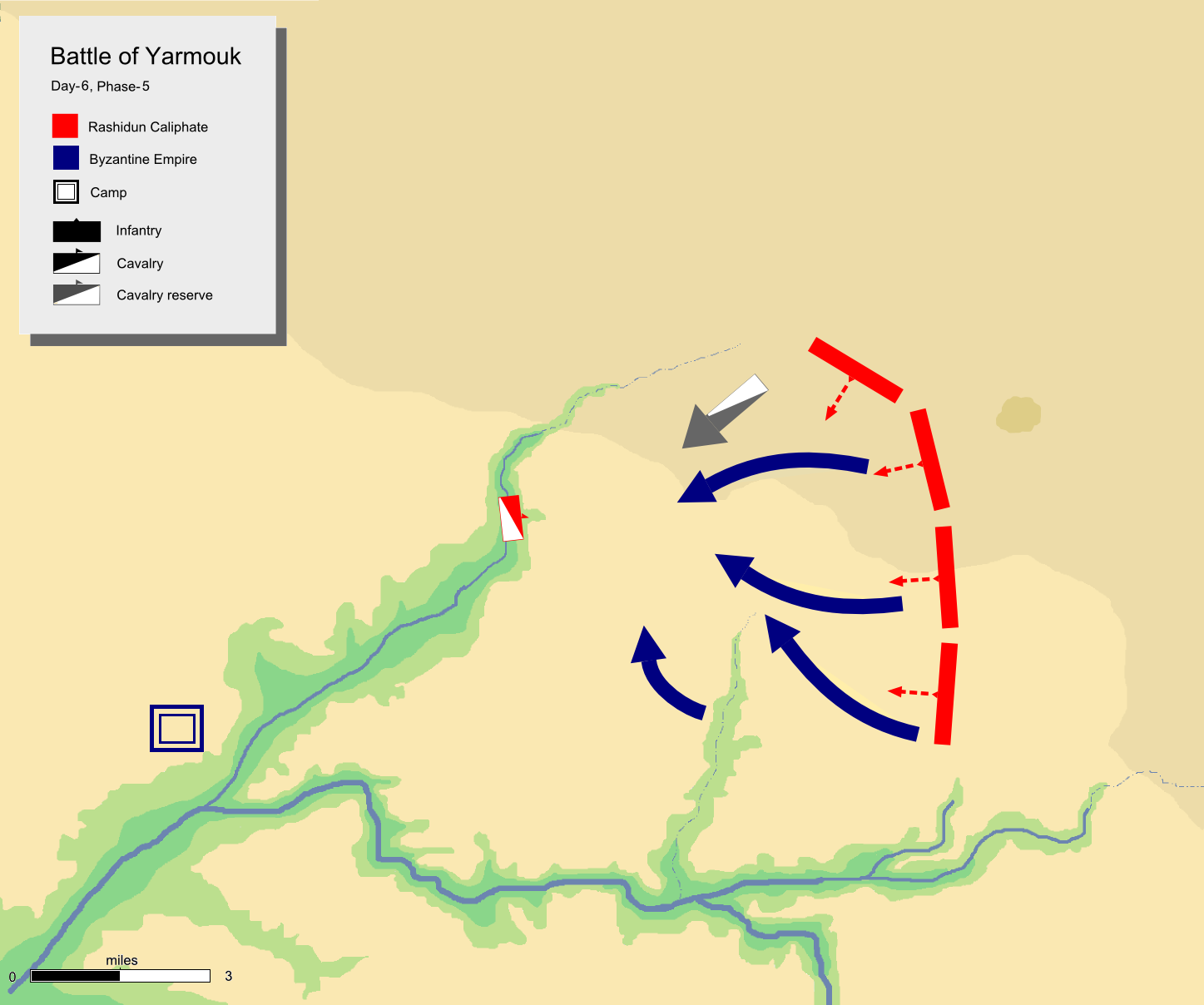
Giorno 6, ultima fase.

Il 20 agosto 636, ultimo giorno della battaglia, Khālid mise in azione un semplice ma audace piano di attacco. Con la sua massiccia forza di cavalleria intendeva condurre la cavalleria bizantina interamente fuori dal campo di battaglia in modo che la fanteria, che costituiva il grosso dell'esercito imperiale, sarebbe rimasta senza l'aiuto della cavalleria e sarebbe rimasta esposta a attacchi sui fianchi e sulla retroguardia.
Allo stesso tempo pianificava di fare un determinato attacco per spingere il fianco sinistro dell'esercito bizantino verso il burrone a ovest.
Fase 1: Khālid ordinò un attacco generale all'avanguardia bizantina e fece galoppare la sua cavalleria contro l'ala sinistra dei Bizantini. Parte della sua cavalleria si scontrò con la cavalleria dell'ala sinistra bizantina mentre il resto attaccò la retroguardia della fanteria dell'ala sinistra bizantina. Nel frattempo l'ala destra musulmana fece pressione contro essa dal davanti. Sotto questo attacco da due lati, l'ala sinistra bizantina fu costretta a ripiegare e collassò e ripiegò al centro sinistro bizantino, disorientandolo. Il resto della cavalleria musulmana attaccò quindi la cavalleria dell'ala sinistra musulmana da dietro mentre affrontavano frontalmente l'altra metà della cavalleria musulmana, spingendoli fuori dal campo di battaglia a nord.

La fanteria dell'ala destra musulmana attaccò ora il centro destro bizantino sul suo fianco sinistro mentre il centro destro musulmano attaccò da davanti.
Fase 2: Vahān, notando la manovra dell'immensa cavalleria musulmana, ordinò alla sua cavalleria di mettersi insieme, ma non fece sufficientemente in tempo; prima che Vahān potesse organizzare i suoi disperati squadroni di cavalleria pesante, Khālid aveva spinto indietro la sua cavalleria per attaccare gli squadroni di cavalleria bizantina che si stavano concentrando, attaccandoli dal davanti e sul fianco mentre si stavano ancora mettendo in formazione. La disorganizzata e disorientata cavalleria pesante bizantina fu in breve tempo messa in rotta e dispersa in direzione nord, lasciando la fanteria al suo fato.
Fase 3: Con la cavalleria bizantina mandata completamente in rotta, Khālid si volse contro il centro sinistro bizantino che stava già subendo attacchi sui due lati della fanteria musulmana. Il centro sinistro bizantino fu attaccato da dietro dalla cavalleria di Khālid e finalmente spezzato.
Ultima fase: Con la ritirata del centro sinistro bizantino, una generale ritirata bizantina cominciò. Khālid ordinò alla sua cavalleria a nord di bloccare la via di fuga settentrionale. I Bizantini si ritirarono verso ovest verso il Wadī al-Raqqād, dove vi era un ponte ad ʿAyn al-Dhakar, dove era possibile attraversare le profonde gole dei burroni di Wadī al-Raqqād. Ḍirār b. al-Azwar aveva però già preso possesso del ponte la notte prima su ordini di Khālid. Un'unità di 500 truppe a cavallo era stata inviata per bloccare questa via di fuga. Infatti, questo era il percorso che Khālid intendeva ove i Bizantini si ritirassero.
I Bizantini erano ora circondati su tutti i lati. Alcuni caddero nel burrone, altri cercarono di fuggire buttandosi in acqua, solo per sbattere sulle rocce sottostanti, mentre altri vennero uccisi nel corso del combattimento. Nonostante tutto, un grande numero di soldati riuscì a sfuggire al massacro. Giona, l'informatore greco dell'esercito califfale durante la conquista di Damasco perì in questo fatto d'armi. I musulmani non presero prigionieri in questa battaglia, anche se avrebbero potuto catturarne alcuni durante il susseguente inseguimento.
Teodoro Trithyrius perì sul campo di battaglia, mentre Niceta riuscì a sfuggire e a raggiungere Emesa. Jabala ibn al-Ayham riuscì anch'egli a sfuggire e successivamente, per un breve periodo, passò dalla parte dei musulmani, per poi disertare e ritornare a servire nella corte bizantina.

## Conseguenze
Immediatamente dopo la fine della battaglia, Khālid e la sua guardia mobile si mosse a nord per inseguire i soldati bizantini in ritirata; li trovò nei pressi di Damasco e attaccò. Nel conseguente combattimento il comandante dell'esercito imperiale, il principe armeno Vahān che era sfuggito al fato di molti dei suoi soldati nello scontro dello Yarmūk, fu ucciso. Khālid entrò quindi a Damasco dove si narra che fu ben accolto dalla popolazione locale, riconquistandola.
Quando la notizia del disastro raggiunse l'Imperatore bizantino Eraclio ad Antiochia, era furioso: condannò le azioni malvagie compiute da lui stesso in passato, tra cui il matrimonio incestuoso con sua nipote Martina.
Avrebbe provato a riconquistare la provincia se avesse avuto ancora delle risorse, ma ora non aveva più né gli uomini né il denaro per difendere la provincia. Si ritirò quindi nella cattedrale di Antiochia, dove si incontrò con i suoi consiglieri per decidere i successivi passi. Accettò il fatto che la sconfitta era avvenuta per decisione divina, a causa dei peccati della gente del luogo lui compreso. Eraclio lasciò quindi la Siria la notte stessa, e si narra che nel momento della partenza avesse dato un ultimo addio alla Siria, dicendo:
Addio, un lungo addio alla Siria, mia giusta provincia. Sei ora in mano agli infedeli (al nemico). Che la Pace sia con te, O Siria – Che terra magnifica sarai per il nemico.
Eraclio abbandonò la Siria portando con sé la santa reliquia della Vera Croce che venne, insieme ad altre reliquie custodite a Gerusalemme, segretamente trasportata per nave dalla stessa Gerusalemme, per proteggerla dagli invasori arabi. Si narra che ora l'Imperatore avesse paura dell'acqua e un ponte galleggiante fu costruito per permettere ad Eraclio di attraversare il Bosforo per giungere a Costantinopoli. Dopo aver abbandonato la Siria, l'Imperatore cominciò a concentrare le forze rimanenti a sua disposizione per organizzare la difesa dell'Anatolia e dell'Egitto. L'Armenia bizantina cadde in mano musulmana nel 638–39 dopo che Eraclio creò una zona cuscinetto nell'Anatolia centrale ordinando che tutte le fortezze a est di Tarso fossero evacuate.
Nel 639–642 i musulmani invasero e conquistarono l'Egitto bizantino, condotti dallo stesso ʿAmr b. al-ʿĀṣ che aveva comandato lo schieramento destro dell'esercito califfale dei Rāshidū sullo Yarmuk.

## Valutazione
La Battaglia dello Yarmuk può essere considerato uno degli esempi nella storia militare di quando una forza inferiore in numero riesce a sconfiggere una forza superiore numericamente perché meglio condotte dal generale.
I comandanti bizantini permisero al nemico di scegliere il campo di battaglia. Anche allora non vi era nessun sostanziale svantaggio tattico. Khālid sapeva che si stava scontrando con un esercito superiore numericamente, per cui, a parte l'ultimo giorno della battaglia, nei primi giorni della battaglia pensò principalmente a difendersi avendo risorse relativamente limitate. Quando decise di contrattaccare nell'ultimo giorno della battaglia, lo fece mostrando un tale ingegno, coraggio e previsione delle mosse nemiche che nessuno dei comandanti bizantini era riuscito a mettere in mostra. Anche se comandava una forza numericamente inferiore e necessitava di tutti gli uomini che aveva a disposizione, egli, nonostante tutto, ebbe il coraggio e la buona idea di inviare un reggimento di cavalleria la notte prima a prendere possesso di un punto di fuga dove aveva previsto l'esercito nemico avrebbe tentato di ritirarsi.
Khālid ibn al-Walīd è stato uno dei comandanti di cavalleria più talentuosi della storia e il suo uso della cavalleria nel corso della battaglia prova come avesse compreso i punti di forza potenziali e i punti deboli della sua cavalleria. La sua guardia mobile si muoveva velocemente da un punto all'altro, cambiando sempre il corso degli eventi a favore dei musulmani dovunque essa combattesse.
Vahān e gli altri comandanti bizantini non riuscirono a contrastare la cavalleria musulmana né a sfruttare il vantaggio della superiorità numerica dell'esercito bizantino. La cavalleria bizantina mai giocò un ruolo significativo nella battaglia venendo tenuta in riserva statica per molti dei sei giorni. Non spinsero mai i loro attacchi fino in fondo e anche quando avevano ottenuto quello che poteva essere un decisivo sfondamento al quarto giorno, furono incapaci di sfruttarlo appieno. Le difficoltà dell'esercito bizantino sembrano dovute alla difficoltà di comandare l'esercito a causa di conflitti interni. Inoltre, molti degli ausiliari romani erano inesperti, mentre l'esercito arabo musulmano era composto per larga parte da truppe veterane.
La strategia originaria di Eraclio, distruggere le truppe musulmane in Siria, necessitava di una rapida esecuzione, ma i comandanti non mostrarono mai sul campo queste qualità. Ironicamente, nella battaglia dello Yarmuk, Khālid riuscì ad eseguire su scala tattica piccola quello che Eraclio aveva progettato a grande scala strategica: schierando e manovrando rapidamente le sue forze, Khālid fu in grado di concentrare temporaneamente forze sufficienti in punti specifici del campo di battaglia per sconfiggere in quel punto il più largo esercito bizantino. Vahān non fu mai in grado di far contare la sua superiorità numerica, forse a causa del terreno sfavorevole che impediva lo schieramento su larga scala. Tuttavia, in nessun punto Vahān tentò di concentrare una superiore forza in un punto per ottenere uno sfondamento critico. Anche se fu sull'offensiva cinque giorni su sei, la sua linea di battaglia rimase incredibilmente statica. Ciò è in netto contrasto con il piano di offensiva vincente che Khālid mise in atto nell'ultimo giorno di battaglia, quando riorganizzò tutta la sua cavalleria affidando loro una grandiosa manovra che gli permise di vincere la battaglia.
George F. Nafziger, nel suo libro Islam at war, scrive che:
(George F. Nafziger)

### Fonti primarie
- Ahmad ibn Yahya al-Baladhuri, Kitāb Futūḥ al-Buldān (Libro della conquista dei paesi), IX secolo.
- Abū ʿAbd Allāh Muḥammad Ibn ʿUmar al-Wāqidī, Futūḥ al-Shām (Conquista della Siria), VIII secolo.
- Chronicle of Fredegar, 658.
- Dionigi di Tell Mahre, Chronicle of Pseudo-Dionysius of Tell-Mahre, 774.
- Ibn Ishaq, Sirah Rasul Allah, 750.
- Ibn Khaldun, Muqaddima, 1377.
- Cronache maronite, 664.
- Pseudo-Methodius, Apocalypse of Pseudo-Methodius, 691.
- Muḥammad ibn Jarīr al-Ṭabarī, Taʾrīkh al-rusul wa l-mulūk (History of the Prophets and Kings), 915.
- Teofane Confessore, Chronographia, 810–815.
- Thomas the Presbyter, Chronicle, 7th century.
- Fragment on the Arab Conquests, 636.
- West-Syrian Chronicle of 819, in West-Syrian Chronicles, 819.

### Fonti secondarie
- A.I Akram, Muslim conquest of Persia, third edition, Maktabah Publications, 2009, ISBN 0-9548665-3-3.
- A.I Akram, The Sword of Allah: Khalid bin al-Waleed – His Life and Campaigns, third edition, 2004, ISBN 0-19-597714-9.
- Lawrence I. Conrad, Seven and the Tasbīʿ: On the Implications of Numerical Symbolism for the Study of Medieval Islamic History, in Journal of the Economic and Social History of the Orient, vol. 31, n. 1, Brill Publishers, 1988, JSTOR 3631765.
- Fred McGraw Donner, The Early Islamic Conquests, Princeton University Press, 1981, ISBN 0-691-05327-8.
- Geoffrey Greatrex e Samuel N. C. Lieu, The Roman Eastern Frontier and the Persian Wars (Part II, 363–630 AD), Routledge, 2002, ISBN 0-415-14687-9.
- Moshe Gil e Ethel Broido, A History of Palestine: 634–1099, Cambridge University Press, 1997, ISBN 0-521-59984-9.
- John Haldon, The Byzantine Wars, Tempus Publishing, 2001, ISBN 0-7524-1795-9.
- John Haldon, Byzantium in the Seventh Century: the Transformation of a Culture, Cambridge, 1997, ISBN 0-521-31917-X.
- Robert G. Hoyland, Seeing Islam as Others Saw It, Darwin Press, 1997, ISBN 0-87850-125-8, OCLC 36884186.
- John W. Jandora, Developments in Islamic Warfare: The Early Conquests, in Studia Islamica, n. 64, Maisonneuve & Larose, 1986,  pp. 101-113, JSTOR 1596048.
- Walter Emil Kaegi, Heraclius: Emperor of Byzantium, Cambridge University Press, 2003, ISBN 0-521-81459-6.
- Walter Emil Kaegi, Byzantium and the Early Islamic Conquests, Cambridge University Press, 1995, ISBN 0-521-48455-3.
- Hugh N. Kennedy, The Byzantine And Early Islamic Near East, Ashgate Publishing, 2006, ISBN 0-7546-5909-7.
- Hugh Kennedy, The Great Arab Conquests: How the Spread of Islam Changed the World We Live In, Weidenfeld & Nicolson publishers: Great Britain, 2007, ISBN 0-297-84657-4.
- Edward N Luttwak, The Grand Strategy of the Byzantine Empire, Harvard University Press, 2009, ISBN 0-674-03519-4.
- David Nicolle, Yarmuk 636 A.D.: The Muslim Conquest of Syria, Osprey Publishing, 1994, ISBN 1-85532-414-8.
- Andrew Palmer, The Seventh Century in the West-Syrian Chronicles, Liverpool University Press, 1993, ISBN 0-85323-238-5.
- Geoffery Regan, First Crusader: Byzantium's Holy Wars, 1ª ed., Palgrave Macmillan: New York, 2003, ISBN 1-4039-6151-4.
- Steven Runciman, A History of the Crusades: The First Crusade, Penguin Books: London, 1987, second edition, ISBN 978-0-521-34770-9.
- Warren Treadgold, A History of the Byzantine State and Society, Stanford University Press, 1997, ISBN 0-8047-2630-2.
- Mark W Walton, Islam at war, Greenwood Publishing Group, 2003, ISBN 0-275-98101-0.
- Gerhard Herm, I Bizantini, Milano, Garzanti, 1985.
- Georg Ostrogorsky, Storia dell'impero bizantino, Torino, Einaudi, 1968 (prima edizione Biblioteca di cultura storica)
- Mario Gallina, Potere e società a Bisanzio, Torino, Einaudi, 1995